# Le Truel
Ne doit pas être confondu avec le Truel, lieu-dit où est implantée la mairie de la commune de Saint-Pierre-des-Tripiers en Lozère.
Le Truel est une commune française située dans le département de l'Aveyron, en région Occitanie.

## Géographie

### Généralités

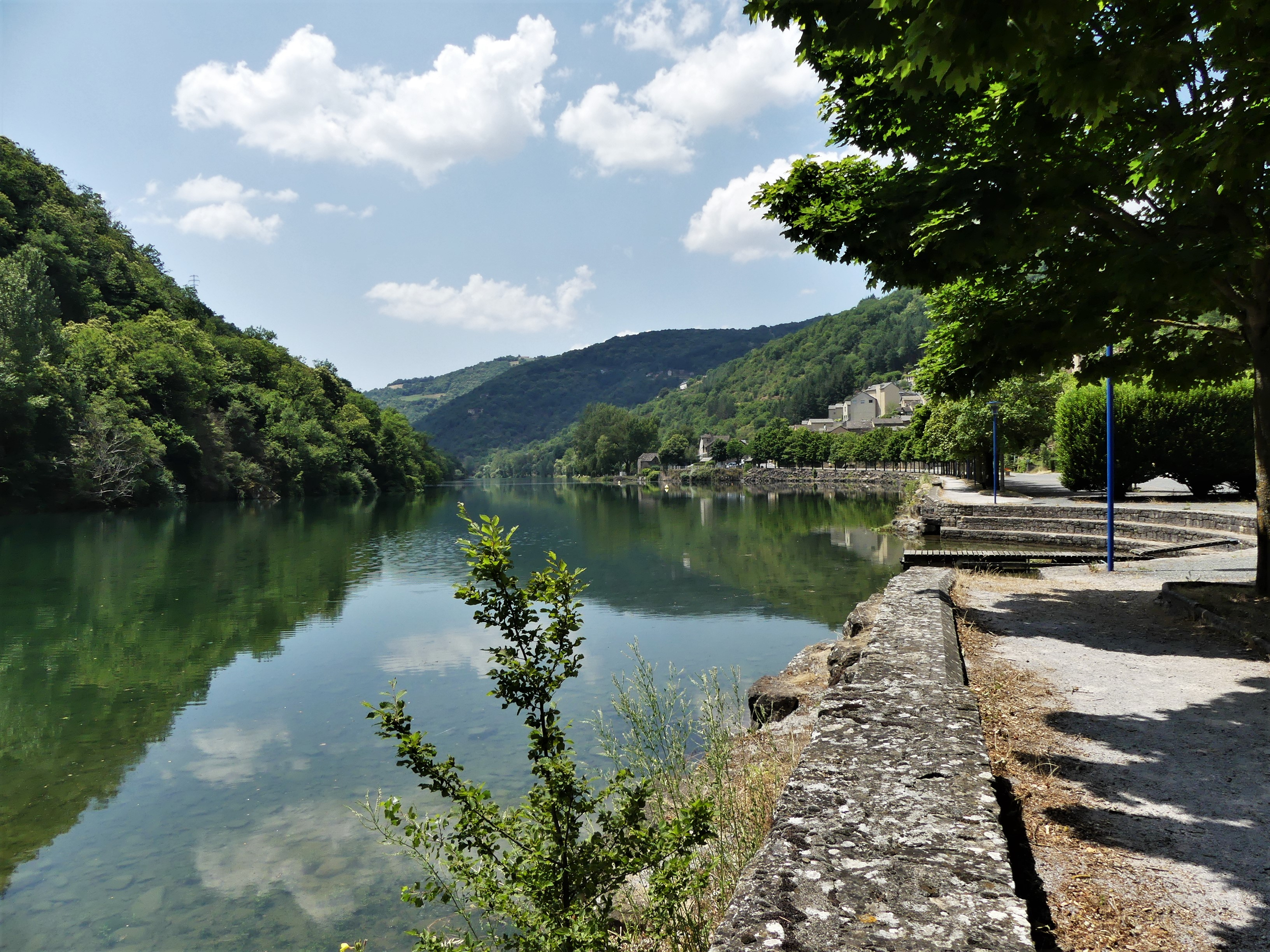
La retenue du barrage de la Jourdanie au bourg du Truel.

Au sud du Massif central, dans la moitié sud du département de l'Aveyron, la commune du Truel est située à l'intérieur du parc naturel régional des Grands Causses. Le territoire communal, qui s'étend sur 26,48 km2, est traversé d'est au sud-ouest sur quatre kilomètres et demi par le Tarn dans des gorges appelées Raspes où a été implanté le barrage du Truel (ou du Pouget).
L'altitude minimale, avec 260 mètres, se trouve localisée à l'extrême sud-ouest, près du lieu-dit Brengues, là où le Tarn quitte la commune et sert de limite entre celles de Broquiès et de Villefranche-de-Panat. L'altitude maximale avec 828 mètres est située dans le nord, sur le Lévézou, au lieu-dit les Alasses, à proximité d'un champ d'éoliennes.
En rive droite du Tarn et à l'intersection des routes départementales (RD) 31 et 200, le bourg du Truel est situé, en distances orthodromiques, vingt-six kilomètres à l'ouest-sud-ouest du centre-ville de Millau et trente-six kilomètres au sud-sud-est de Rodez.
La commune est également desservie par la RD 510.

### Communes limitrophes
Le Truel est limitrophe de cinq autres communes.
Les communes limitrophes sont  Ayssènes, Broquiès, Les Costes-Gozon, Saint-Victor-et-Melvieu et Villefranche-de-Panat.
Au nord-ouest, son territoire est distant de moins de 500 mètres de celui de Lestrade-et-Thouels.
|                       | Ayssènes |                         |
| Villefranche-de-Panat | du Truel | Saint-Victor-et-Melvieu |
|                       | Broquiès | Les Costes-Gozon        |

### Hydrographie

#### Réseau hydrographique

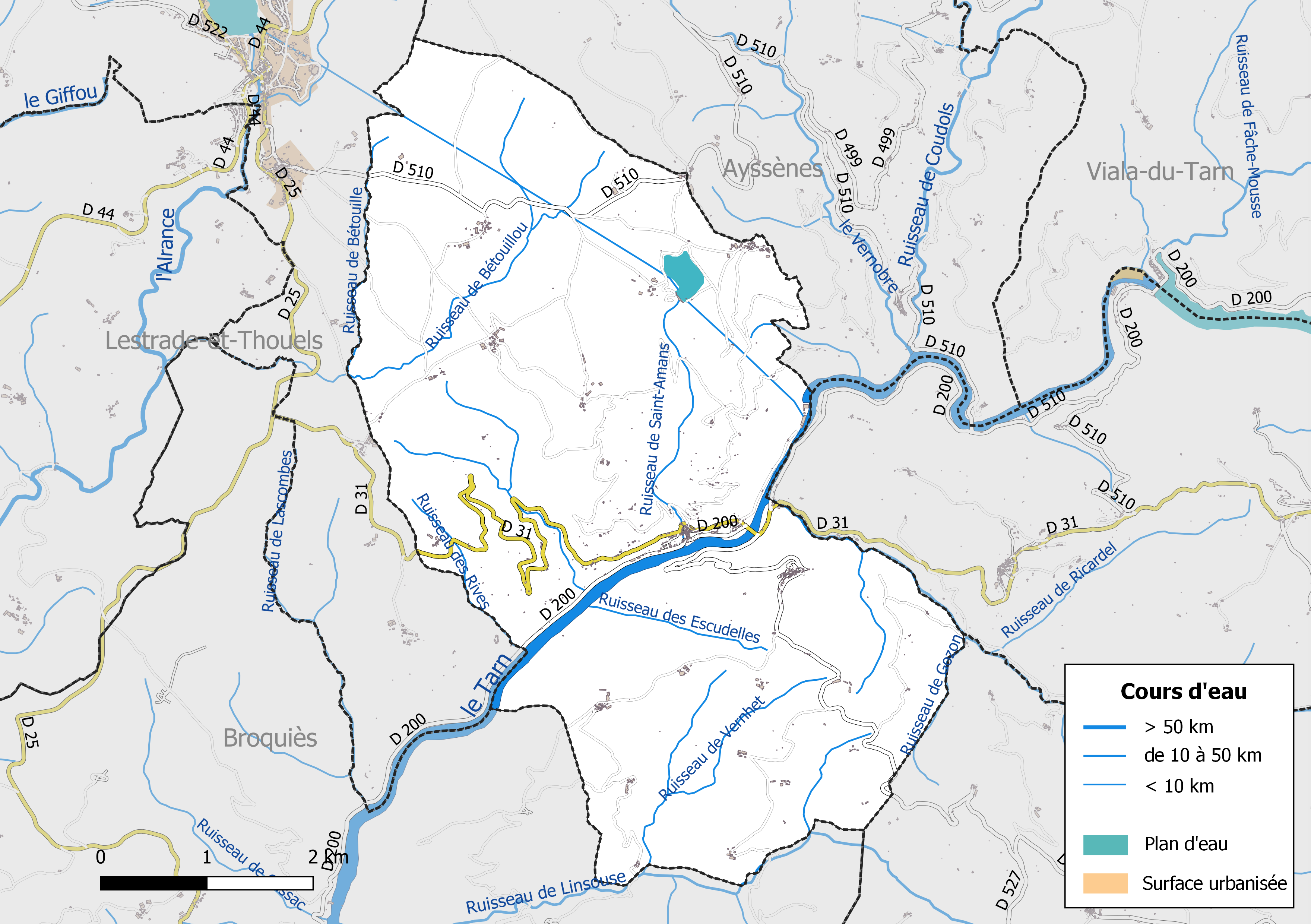
Réseaux hydrographique et routier du Truel.

La commune est drainée par le Tarn, le ruisseau de Geneve, le ruisseau de Linsouse, le ruisseau de Bétouille, le ruisseau de Bétouillou, le ruisseau de Gozon, le ruisseau de Saint-Amans, le ruisseau de Saint-Cyrice, le ruisseau des Escudelles, le ruisseau des Rives, le ruisseau de Vernhet et par divers petits cours d'eau.
Le Tarn, d'une longueur totale de 380,2 km, prend sa source dans la commune de Pont de Montvert - Sud Mont Lozère (48) et se jette  dans la Garonne à Saint-Nicolas-de-la-Grave (82), après avoir arrosé 99 communes.
Deux lacs complètent le réseau hydrographique :
- Le lac de Saint-Amans est un lac de retenue lié au barrage de Pont-de-Salars, faisant partie de l'ensemble des lacs du Lévézou. Il a été formé dans la vallée d'un petit ruisseau, appelé ruisseau de Saint-Amans, un affluent du Tarn. Il fait environ 200 mètres de diamètre[4].
- Le lac de la Jourdanie est un lac de barrage situé sur le cours du Tarn, d'une profondeur maximum de 15 m et d'une superficie de 65 ha[5].

#### Gestion des cours d'eau
La gestion des cours d’eau situés dans le bassin de l’Aveyron est assurée par l’établissement public d'aménagement et de gestion de l'eau (EPAGE) Aveyron amont, créé le 1er janvier 2017, en remplacement du syndicat mixte du bassin versant Aveyron amont,,.

### Climat
Pour des articles plus généraux, voir Climat de l'Occitanie et Climat de l'Aveyron.
En 2010, le climat de la commune est de type climat méditerranéen altéré, selon une étude s'appuyant sur une série de données couvrant la période 1971-2000. En 2020, Météo-France publie une typologie des climats de la France métropolitaine dans laquelle la commune est exposée à un climat de montagne et est dans la région climatique Sud-est du Massif Central, caractérisée par une pluviométrie annuelle de 1 000 à 1 500 mm, minimale en été, maximale en automne.
Pour la période 1971-2000, la température annuelle moyenne est de 12,7 °C, avec une amplitude thermique annuelle de 16,1 °C. Le cumul annuel moyen de précipitations est de 997 mm, avec 11,3 jours de précipitations en janvier et 5 jours en juillet. Pour la période 1991-2020, la température moyenne annuelle observée sur la station météorologique la plus proche, située sur la commune de Durenque à 13 km à vol d'oiseau, est de 10,6 °C et le cumul annuel moyen de précipitations est de 1 092,0 mm,. Pour l'avenir, les paramètres climatiques de la commune estimés pour 2050 selon différents scénarios d'émission de gaz à effet de serre sont consultables sur un site dédié publié par Météo-France en novembre 2022.

### Milieux naturels et biodiversité

#### Espaces protégés
La protection réglementaire est le mode d’intervention le plus fort pour préserver des espaces naturels remarquables et leur biodiversité associée.
Dans ce cadre, la commune fait partie d'un espace protégé, le Parc naturel régional des Grands Causses, créé en 1995 et d'une superficie de 327 937 ha, qui s'étend sur 97 communes. Ce territoire rural habité, reconnu au niveau national pour sa forte valeur patrimoniale et paysagère, s’organise autour d’un projet concerté de développement durable, fondé sur la protection et la valorisation de son patrimoine,,.

#### Sites Natura 2000

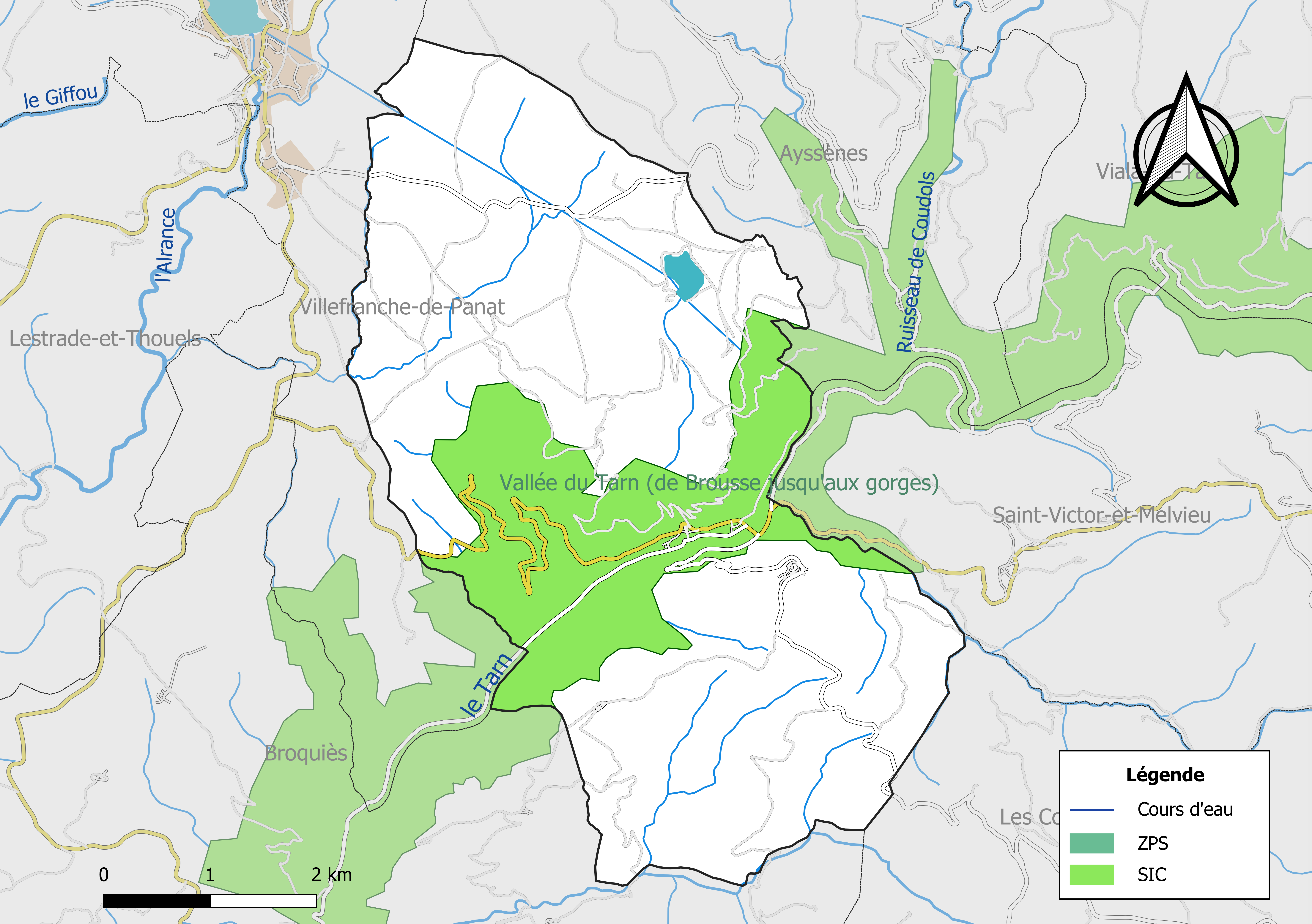
Sites Natura 2000 sur le territoire communal.

Le réseau Natura 2000 est un réseau écologique européen de sites naturels d’intérêt écologique élaboré à partir des Directives « Habitats » et « Oiseaux ». Ce réseau est constitué de Zones spéciales de conservation (ZSC) et de Zones de protection spéciale (ZPS). Dans les zones de ce réseau, les États Membres s'engagent à maintenir dans un état de conservation favorable les types d'habitats et d'espèces concernés, par le biais de mesures réglementaires, administratives ou contractuelles.
Un site Natura 2000 a été défini sur la commune au titre de la « directive Habitats » : 
- la « Vallée du Tarn (de Brousse-le-Château jusqu'aux gorges) », d'une superficie de 3 713 ha, s'étend sur dix communes de l'Aveyron. Il s'agit d'une vallée encaissée offrant une grande diversité de situations aquatiques et géologiques (terrains calcaires et acides) entrainant une végétation originale. Des grottes à chauves-souris sont présentes ainsi qu'une population remarquable d'Odonates rares, notamment Macromia splendens[21] ;

#### Zones naturelles d'intérêt écologique, faunistique et floristique
L’inventaire des zones naturelles d'intérêt écologique, faunistique et floristique (ZNIEFF) a pour objectif de réaliser une couverture des zones les plus intéressantes sur le plan écologique, essentiellement dans la perspective d’améliorer la connaissance du patrimoine naturel national et de fournir aux différents décideurs un outil d’aide à la prise en compte de l’environnement dans l’aménagement du territoire.
Le territoire communal du Truel comprend une ZNIEFF de type 1, :
- la « Rivière Tarn (partie Aveyron) » (2 381 ha), couvrant 41 communes dont 25 dans l'Aveyron et 16 dans le Tarn[23]

et deux ZNIEFF de type 2, : 
- le « Rougier de Camarès » (56 714 ha), qui s'étend sur 33 communes dont 32 dans l'Aveyron et 1 dans l'Hérault[24] ;
- la « Vallée du Tarn, amont » (36 322 ha), qui s'étend sur 57 communes dont 31 dans l'Aveyron, 1 dans la Lozère et 25 dans le Tarn[25].

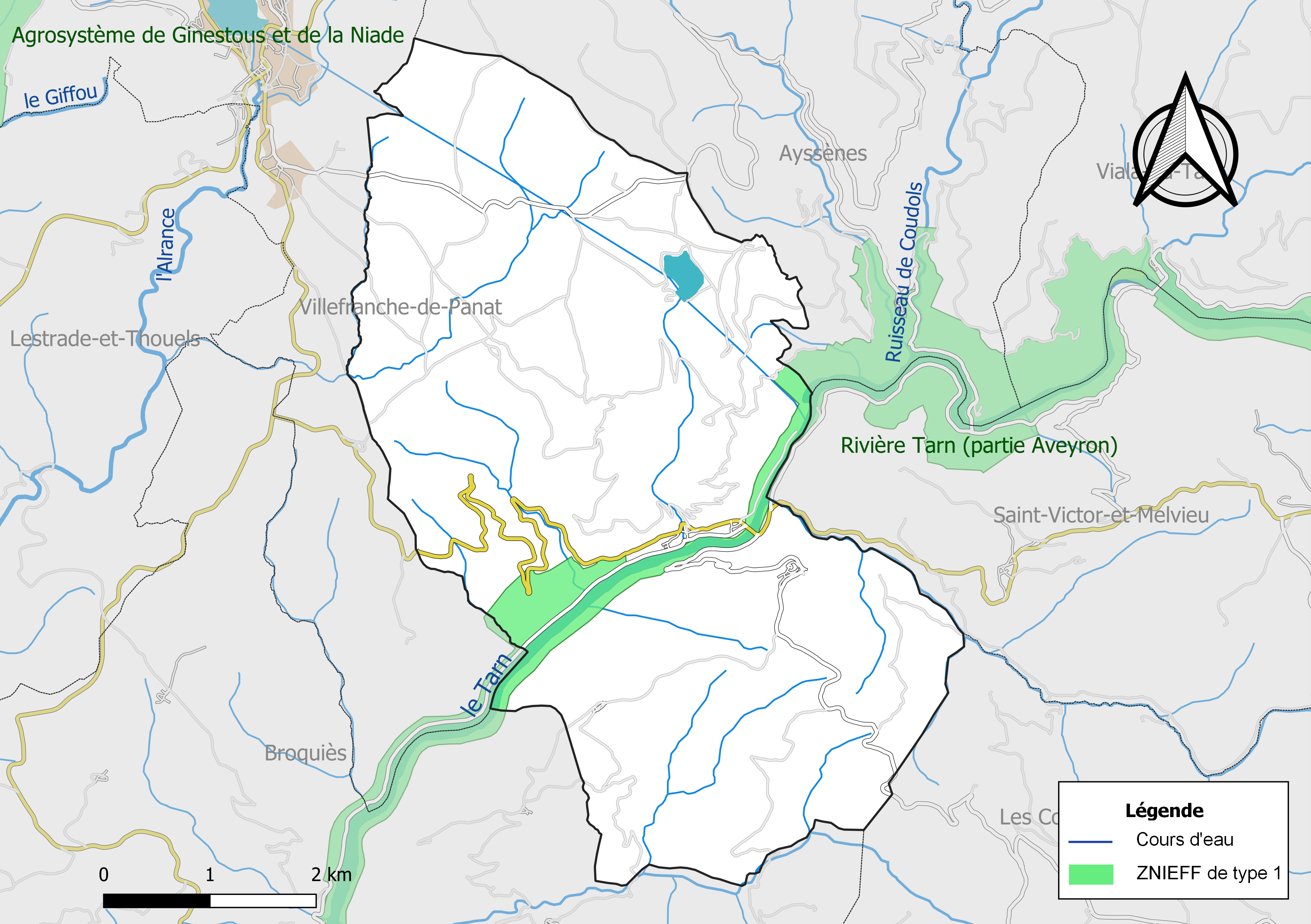
Carte de la ZNIEFF de type 1 de la commune.
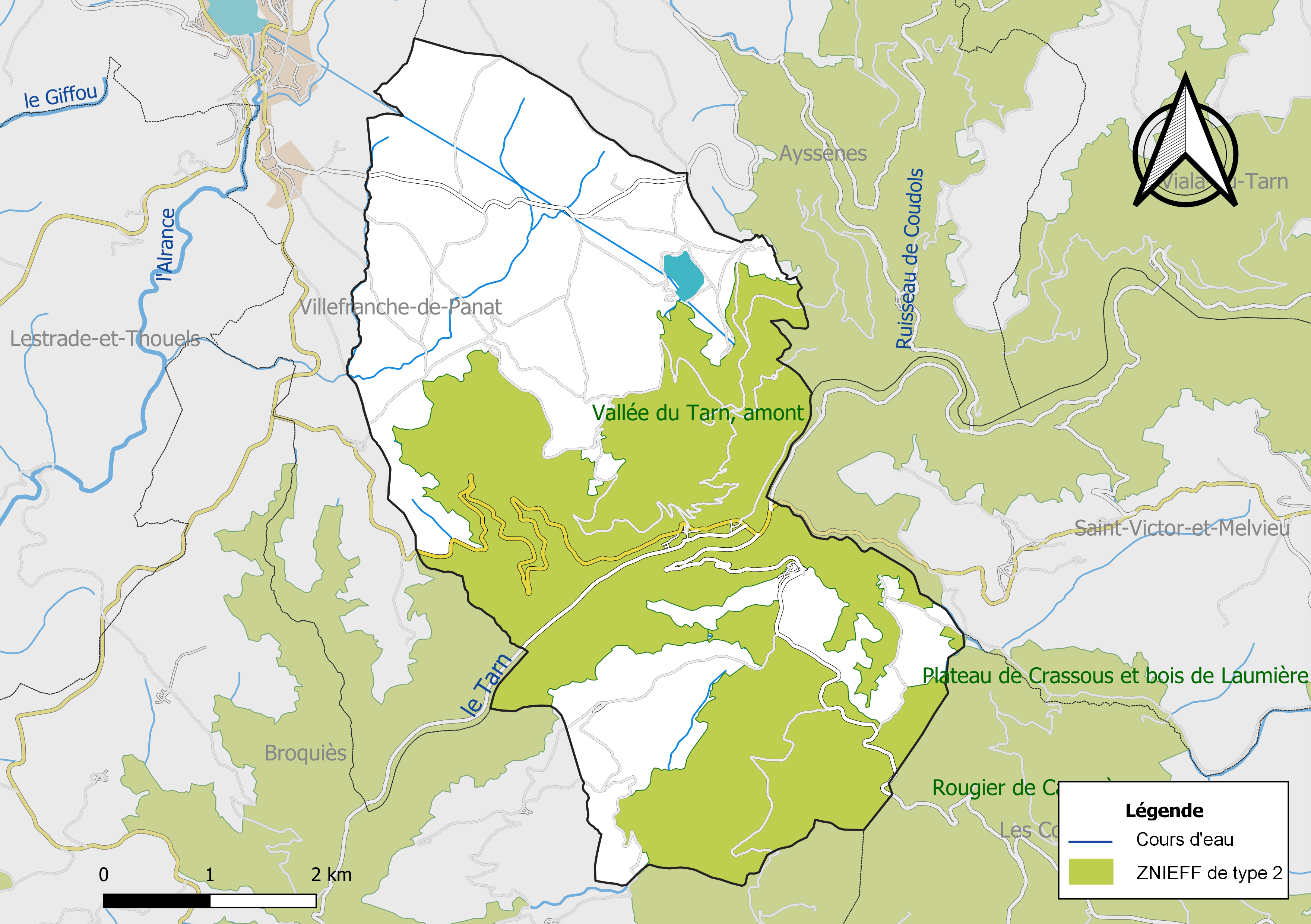
Carte des ZNIEFF de type 2 de la commune.

## Urbanisme

### Typologie
Au 1er janvier 2024, Le Truel est catégorisée commune rurale à habitat très dispersé, selon la nouvelle grille communale de densité à 7 niveaux définie par l'Insee en 2022.
Elle est située hors unité urbaine et hors attraction des villes,.

### Occupation des sols

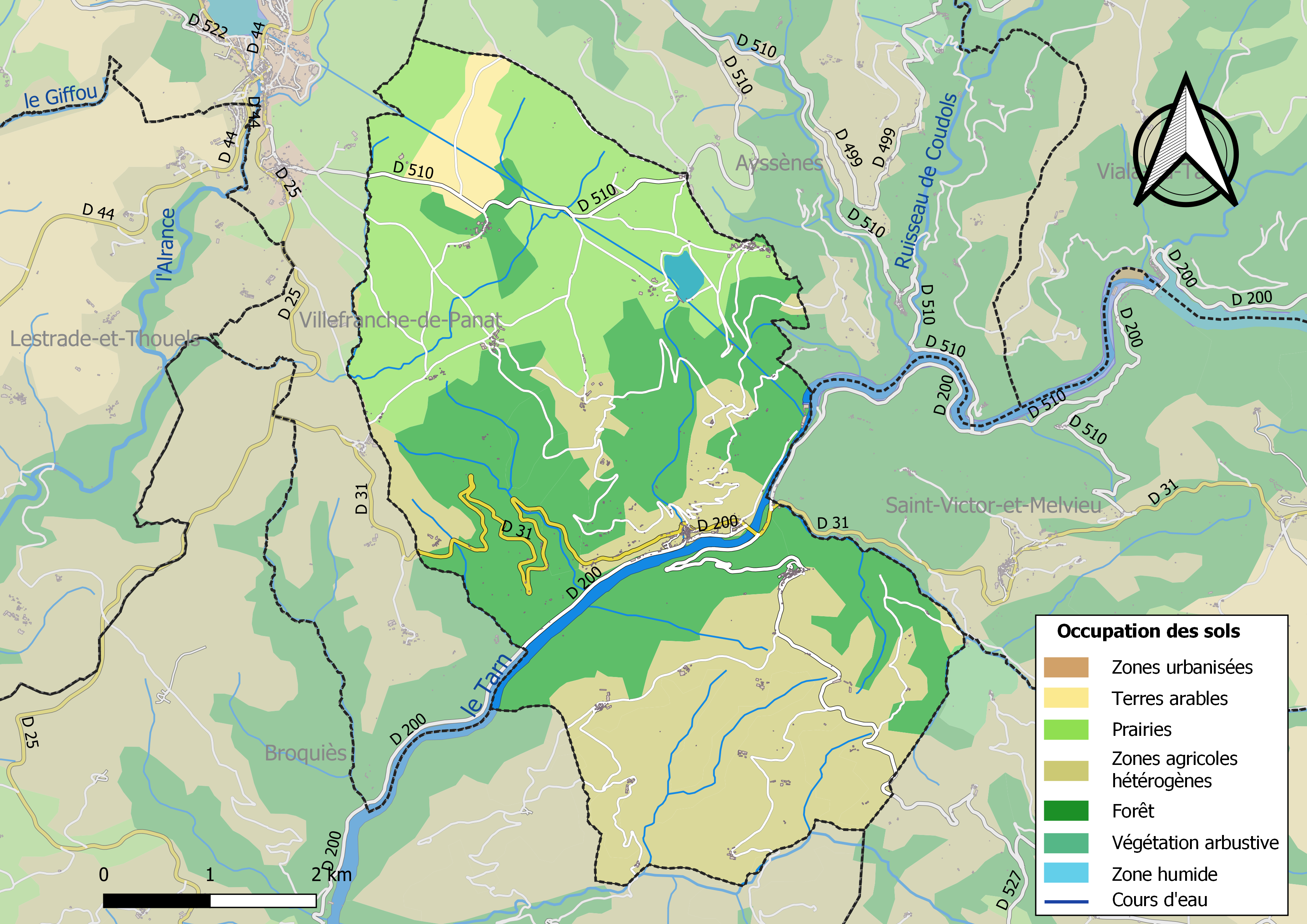
Infrastructures et occupation des sols de la commune du Truel.

L'occupation des sols de la commune, telle qu'elle ressort de la base de données européenne d’occupation biophysique des sols Corine Land Cover (CLC), est marquée par l'importance des territoires agricoles (62,3 % en 2018), en diminution par rapport à 1990 (63,1 %). La répartition détaillée en 2018 est la suivante : 
forêts (37,6 %), zones agricoles hétérogènes (32,8 %), prairies (26,5 %), terres arables (3 %).

### Planification
La loi SRU du 13 décembre 2000 a incité fortement les communes à se regrouper au sein d’un établissement public, pour déterminer les partis d’aménagement de l’espace au sein d’un SCoT, un document essentiel d’orientation stratégique des politiques publiques à une grande échelle. La commune est dans le territoire du SCoT du parc naturel régional des Grands Causses, approuvé le vendredi 7 juillet 2017 par le comité syndical et mis à l’enquête publique en décembre 2019. La structure porteuse est le Pôle d'équilibre territorial et rural du PNR des Grands Causses, qui associe huit communautés de communes, notamment la communauté de communes de la Muse et des Raspes du Tarn, dont la commune est membre.
La commune disposait en 2017 d'une carte communale approuvée et un plan local d'urbanisme était en élaboration.

### Risques majeurs
Le territoire de la commune du Truel est vulnérable à différents aléas naturels : inondations, climatiques (hiver exceptionnel ou canicule), feux de forêts et séisme (sismicité très faible).
Il est également exposé à un risque particulier, le risque radon,.

#### Risques naturels

Zones inondables de la commune du Truel.

Certaines parties du territoire communal sont susceptibles d’être affectées par le risque d’inondation par débordement du Tarn. Un plan des surfaces submersibles (PSS), premier document cartographique réglementant l'occupation du sol en zone inondable pour les cours d'eau domaniaux, a été établi en 1964. Compte tenu du peu d’enjeux exposés à ces inondations, aucun plan de prévention du risque d’inondation n’a été prescrit. Néanmoins la loi Barnier du 2 février 1995 confère aux PSS un statut de plan de prévention des risques (PPR ), les rendant par conséquent opposables au tiers et faisant entrer le territoire de la commune dans le champ d'application de l'obligation d'information des acquéreurs locataires.
Le Plan départemental de protection des forêts contre les incendies découpe le département de l’Aveyron en sept « bassins de risque » et définit une sensibilité des communes à l’aléa feux de forêt (de faible à très forte). La commune est classée en sensibilité moyenne.
Les mouvements de terrains susceptibles de se produire sur la commune sont soit des mouvements liés au retrait-gonflement des argiles, soit des effondrements liés à des cavités souterraines. Le phénomène de retrait-gonflement des argiles est la conséquence d'un changement d'humidité des sols argileux. Les argiles sont capables de fixer l'eau disponible mais aussi de la perdre en se rétractant en cas de sécheresse. Ce phénomène peut provoquer des dégâts très importants sur les constructions (fissures, déformations des ouvertures) pouvant rendre inhabitables certains locaux. La carte de zonage de cet aléa peut être consultée sur le site de l'observatoire national des risques naturels Géorisques. Une autre carte permet de prendre connaissance des cavités souterraines localisées sur la commune,.

#### Risque particulier
Dans plusieurs parties du territoire national, le radon, accumulé dans certains logements ou autres locaux, peut constituer une source significative d’exposition de la population aux rayonnements ionisants. Toutes les communes du département sont concernées par le risque radon à un niveau plus ou moins élevé. Selon le dossier départemental des risques majeurs du département établi en 2013, la commune du Truel est classée à risque moyen à élevé. Un décret du 4 juin 2018 a modifié la terminologie du zonage définie dans le code de la santé publique et a été complété par un arrêté du 27 juin 2018 portant délimitation des zones à potentiel radon du territoire français. La commune est désormais en zone 3, à savoir zone à potentiel radon significatif.

## Toponymie

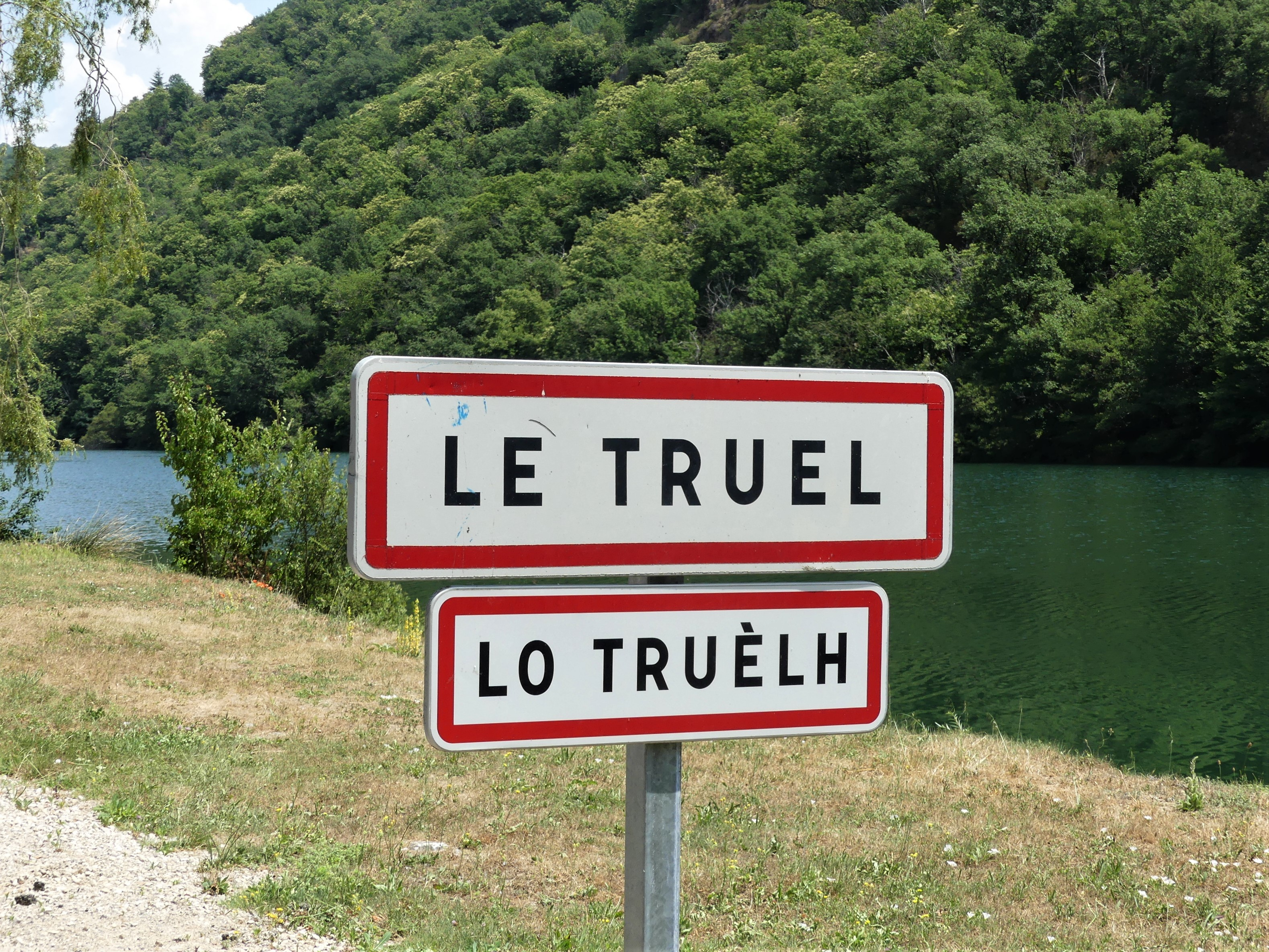
Panneau franco-occitan à l'entrée du bourg du Truel.

En occitan, la commune porte le nom de Lo Truèlh.

## Histoire
La commune de Rives fusionne en 1794 avec Le Truel puis en 1844, ce sont les communes d'Ayssènes, Ayssènes-Broquiès et La Romiguière qui en font de même.
En 1874, Le Truel cède les anciennes communes d'Ayssènes et d'Ayssènes-Broquiès qui forment la commune d'Ayssènes.

## Politique et administration

### Découpage territorial
La commune du Truel est membre de la communauté de communes de la Muse et des Raspes du Tarn, un établissement public de coopération intercommunale (EPCI) à fiscalité propre créé le 1er janvier 2005 dont le siège est à Saint-Rome-de-Tarn. Ce dernier est par ailleurs membre d'autres groupements intercommunaux.
Sur le plan administratif, elle est rattachée à l'arrondissement de Millau, au département de l'Aveyron et à la région Occitanie. Sur le plan électoral, elle dépend du  canton de Raspes et Lévezou pour l'élection des conseillers départementaux, depuis le redécoupage cantonal de 2014 entré en vigueur en 2015, et de la troisième circonscription de l'Aveyron  pour les élections législatives, depuis le dernier découpage électoral de 2010.

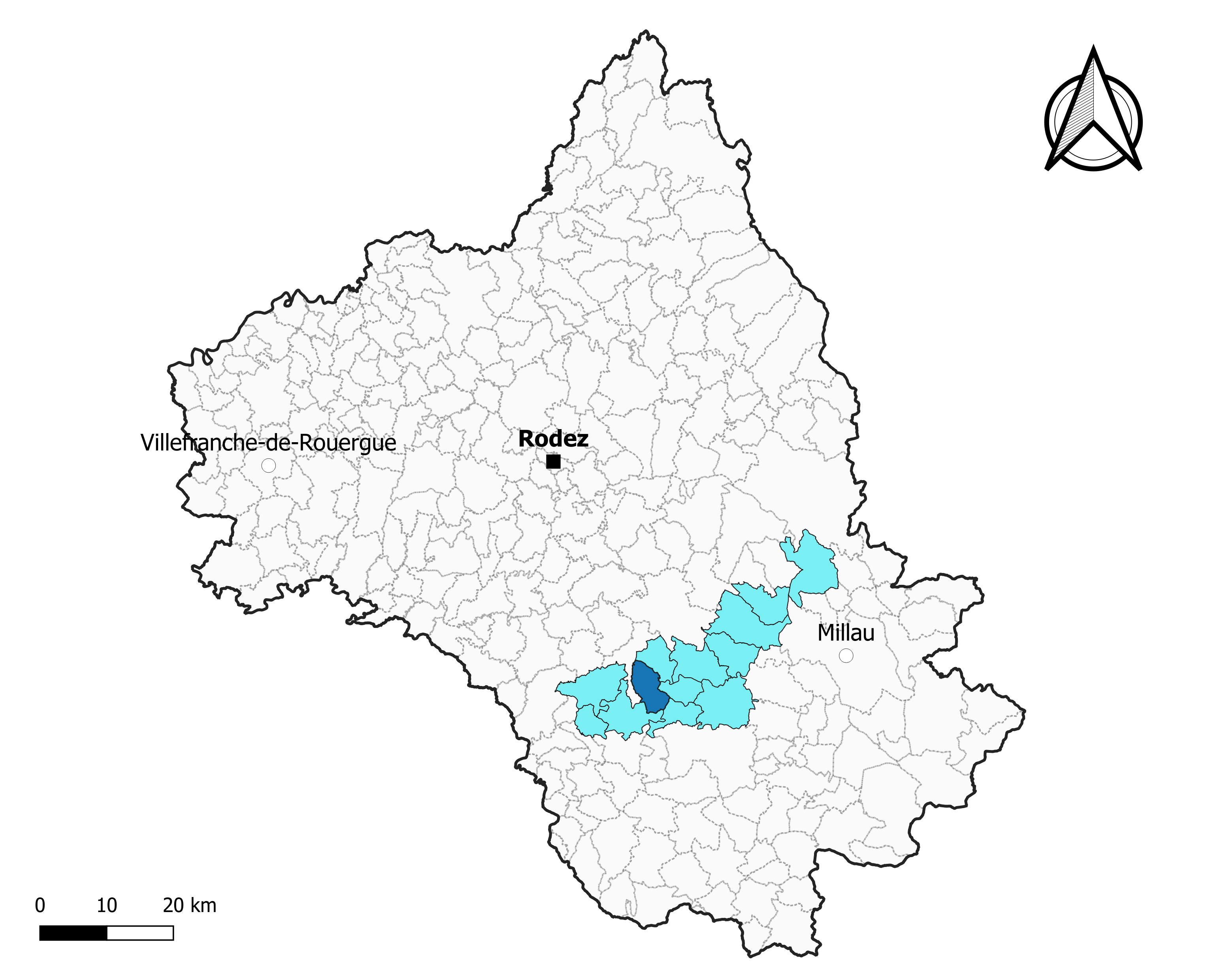
Le Truel dans l'intercommunalité en 2020.
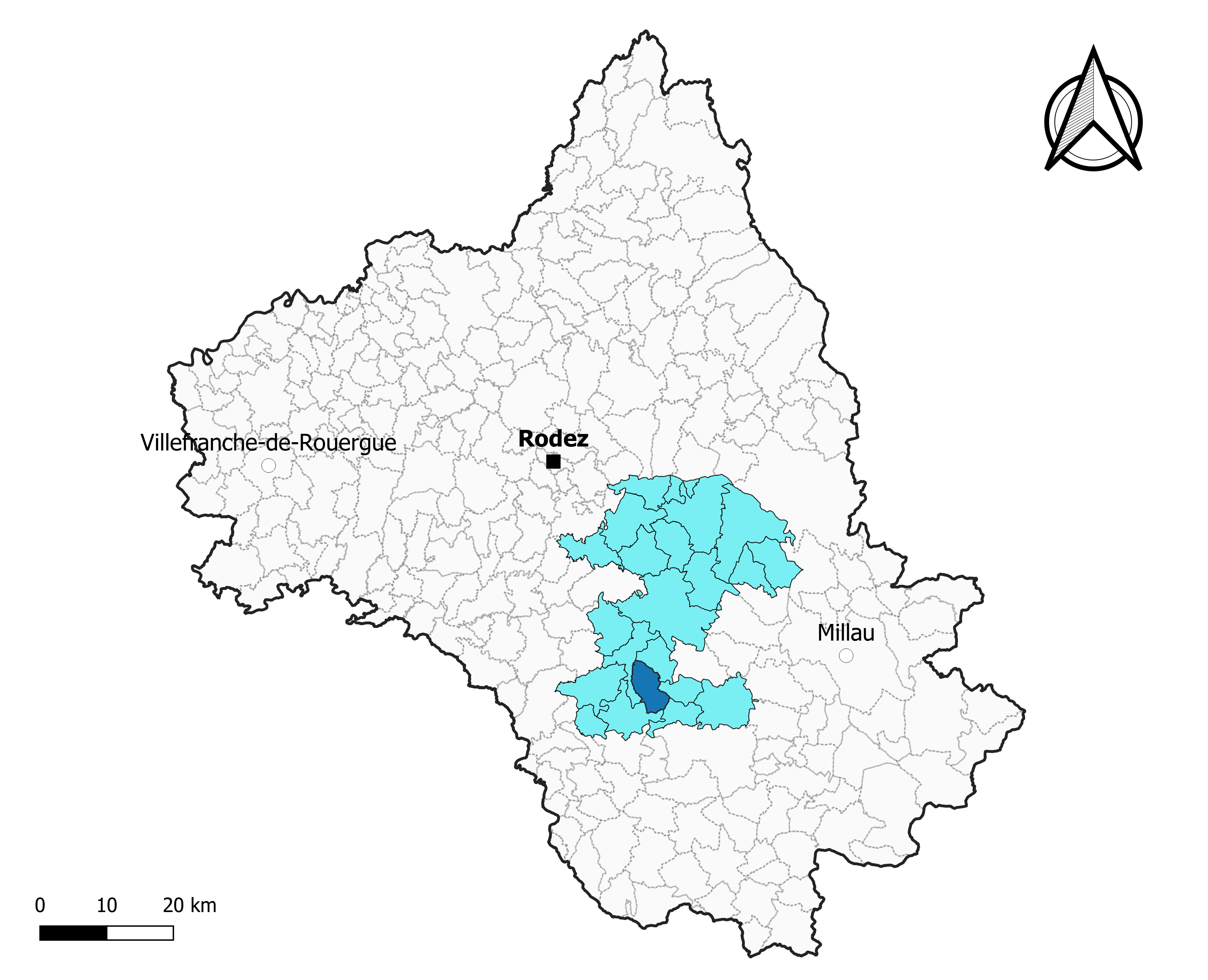
Le Truel dans le canton de Raspes et Lévezou en 2020.
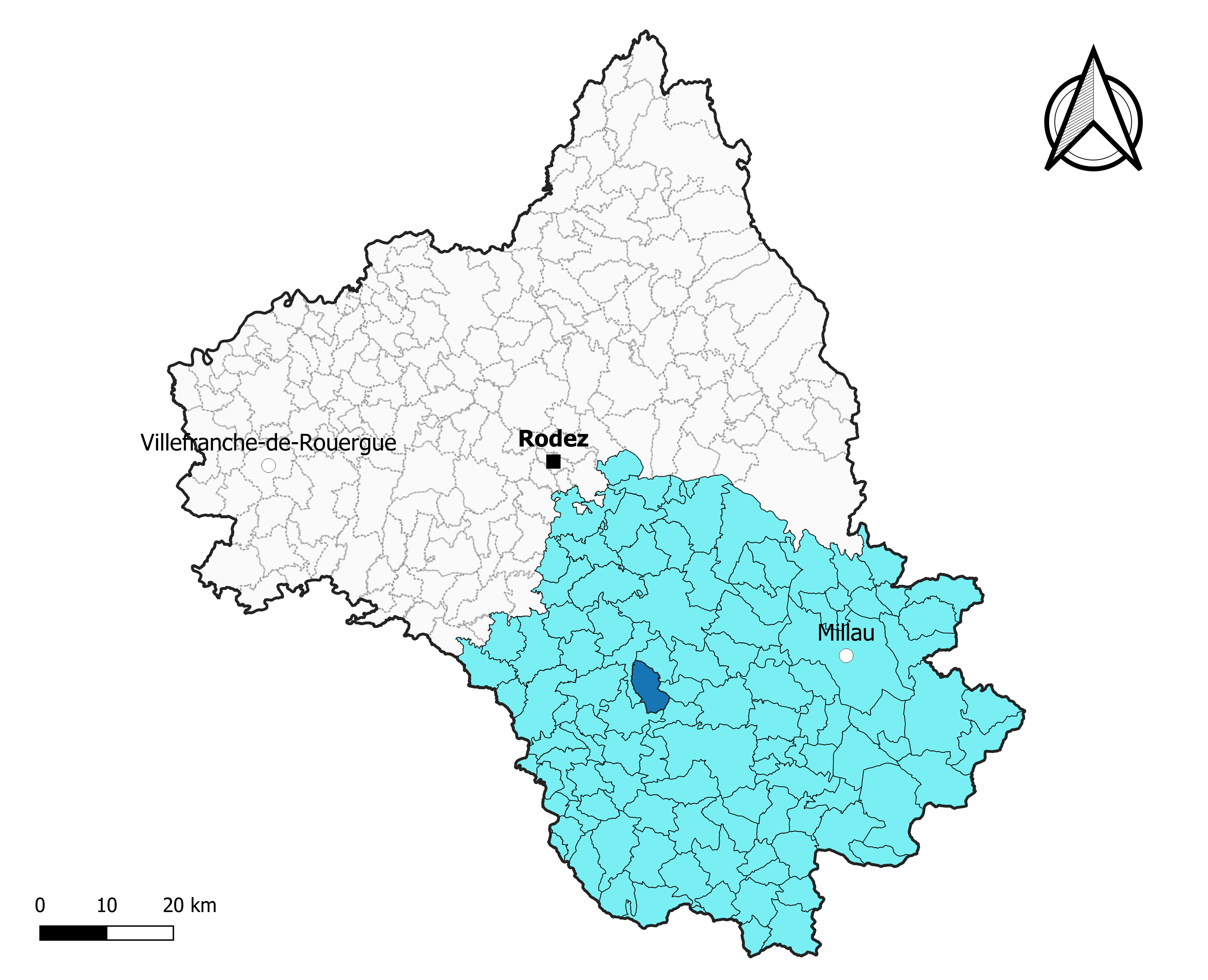
Le Truel dans l'arrondissement de Millau en 2020.

### Élections municipales et communautaires

#### Élections de 2020
Le conseil municipal du Truel, commune de moins de 1 000 habitants, est élu au scrutin majoritaire plurinominal à deux tours avec candidatures isolées ou groupées et possibilité de panachage. Compte tenu de la population communale, le nombre de sièges à pourvoir lors des élections municipales de 2020 est de 11. Sur les douze candidats en lice, onze sont élus dès le premier tour, le 15 mars 2020, correspondant à la totalité des sièges à pourvoir, avec un taux de participation de 48,05 %.
Jean-Pierre Alibert, maire sortant, est réélu pour un nouveau mandat le 26 mai 2020.
Dans les communes de moins de 1 000 habitants, les conseillers communautaires sont désignés parmi les conseillers municipaux élus en suivant l’ordre du tableau (maire, adjoints puis conseillers municipaux) et dans la limite du nombre de sièges attribués à la commune au sein du conseil communautaire. Deux sièges sont attribués à la commune au sein de la communauté de communes de la Muse et des Raspes du Tarn.

#### Liste des maires
| Période                                  | Période       | Identité             | Étiquette | Qualité                            |
| ---------------------------------------- | ------------- | -------------------- | --------- | ---------------------------------- |
| Les données manquantes sont à compléter. |               |                      |           |                                    |
|                                          |               |                      |           |                                    |
| mars 2001                                | avril 2013    | Amédée Jean,         |           |                                    |
| avril 2013                               | avril 2013    | Jean-Pierre Alibert  |           | Premier faisant fonctions de maire |
| avril 2013                               | décembre 2016 | Daniel Auriol        | SE        | Artisan retraité                   |
| décembre 2016 (réélu en mai 2020)        | En cours      | Jean-Pierre Alibert, |           | Contremaître, agent de maîtrise    |

## Démographie
L'évolution du nombre d'habitants est connue à travers les recensements de la population effectués dans la commune depuis 1793. Pour les communes de moins de 10 000 habitants, une enquête de recensement portant sur toute la population est réalisée tous les cinq ans, les populations de référence des années intermédiaires étant quant à elles estimées par interpolation ou extrapolation. Pour la commune, le premier recensement exhaustif entrant dans le cadre du nouveau dispositif a été réalisé en 2005.

En 2022, la commune comptait 349 habitants, en évolution de +0,87 % par rapport à 2016 (Aveyron : +0,37 %, France hors Mayotte : +2,11 %).
| 1793 | 1800 | 1806  | 1821  | 1831  | 1836  | 1841  | 1846  | 1851  |
| ---- | ---- | ----- | ----- | ----- | ----- | ----- | ----- | ----- |
| 317  | 373  | 2 164 | 2 176 | 2 122 | 2 134 | 2 040 | 1 928 | 1 967 |

| 1856  | 1861  | 1866  | 1872  | 1876  | 1881  | 1886  | 1891  | 1896  |
| ----- | ----- | ----- | ----- | ----- | ----- | ----- | ----- | ----- |
| 2 267 | 2 200 | 2 146 | 2 127 | 1 217 | 1 110 | 1 087 | 1 085 | 1 035 |

| 1901 | 1906 | 1911  | 1921 | 1926 | 1931 | 1936 | 1946 | 1954 |
| ---- | ---- | ----- | ---- | ---- | ---- | ---- | ---- | ---- |
| 950  | 995  | 1 116 | 832  | 787  | 779  | 758  | 623  | 582  |

| 1962 | 1968 | 1975 | 1982 | 1990 | 1999 | 2005 | 2006 | 2010 |
| ---- | ---- | ---- | ---- | ---- | ---- | ---- | ---- | ---- |
| 597  | 473  | 418  | 445  | 384  | 369  | 332  | 338  | 352  |

| 2015 | 2020 | 2022 | - | - | - | - | - | - |
| ---- | ---- | ---- | - | - | - | - | - | - |
| 344  | 344  | 349  | - | - | - | - | - | - |

## Économie

### Revenus
En 2018  (données Insee publiées en septembre 2021), la commune compte 156 ménages fiscaux, regroupant 317 personnes. La médiane du revenu disponible par unité de consommation est de 20 640 € (20 640 € dans le département).

### Emploi
| Division       | 2008  | 2013  | 2018  |
| -------------- | ----- | ----- | ----- |
| Commune        | 2,5 % | 5,5 % | 6,7 % |
| Département    | 5,4 % | 7,1 % | 7,1 % |
| France entière | 8,3 % | 10 %  | 10 %  |

En 2018, la population âgée de 15 à 64 ans s'élève à 195 personnes, parmi lesquelles on compte 71,4 % d'actifs (64,6 % ayant un emploi et 6,7 % de chômeurs) et 28,6 % d'inactifs,. Depuis 2008, le taux de chômage communal (au sens du recensement) des 15-64 ans est inférieur à celui de la France et du département.
La commune est hors attraction des villes,. Elle compte 127 emplois en 2018, contre 137 en 2013 et 103 en 2008. Le nombre d'actifs ayant un emploi résidant dans la commune est de 130, soit un indicateur de concentration d'emploi de 98 % et un taux d'activité parmi les 15 ans ou plus de 49,4 %.
Sur ces 130 actifs de 15 ans ou plus ayant un emploi, 85 travaillent dans la commune, soit 65 % des habitants. Pour se rendre au travail, 71,3 % des habitants utilisent un véhicule personnel ou de fonction à quatre roues, 12,5 % s'y rendent en deux-roues, à vélo ou à pied et 16,3 % n'ont pas besoin de transport (travail au domicile).

### Activités hors agriculture

#### Secteurs d'activités
29 établissements sont implantés au Truel au 31 décembre 2019. Le tableau ci-dessous en détaille le nombre par secteur d'activité et compare les ratios avec ceux du département,.
Le secteur de l'industrie manufacturière, des industries extractives et autres est prépondérant sur la commune puisqu'il représente 37,9 % du nombre total d'établissements de la commune (11 sur les 29 entreprises implantées au Truel), contre 17,7 % au niveau départemental.

#### Entreprises

Le complexe de plusieurs barrages EDF sur la région du Lévézou.

L'économie de la commune est caractérisée par une agriculture traditionnelle extensive basée sur l'élevage pour la production laitière de brebis destinée à l'élaboration des fromages de roquefort, pérail, tomme et pour la production de veaux et agneaux destinés à l'engraissement. Une diversification existe, tournée vers l'apiculture, la production de bois de chauffe et le tourisme rural.
Les loisirs influent un peu sur l'économie communale : locations saisonnières de meublés, camping municipal, randonnée, vélo tout terrain, découverte nature, pêche de parcours 1re et 2e catégories et piscine municipale. La chasse, indispensable à l'agriculture et à la flore en ce qui concerne le grand gibier, ne se pratique qu'à partir du quinze août. Une maison pour personnes âgées se trouve dans le bourg.
La centrale électrique du Pouget contiguë au barrage du Truel alimenté par la rivière Tarn et les retenues EDF du Lévézou.

### Agriculture
La commune est dans les Monts de Lacaune, une petite région agricole occupant le sud du département de l'Aveyron. En 2020, l'orientation technico-économique de l'agriculture  sur la commune est l'élevage d'ovins ou de caprins.
|               | 1988  | 2000  | 2010  | 2020  |
| ------------- | ----- | ----- | ----- | ----- |
| Exploitations | 39    | 30    | 26    | 20    |
| SAU (ha)      | 1 230 | 1 407 | 1 424 | 1 422 |

Le nombre d'exploitations agricoles en activité et ayant leur siège dans la commune est passé de 39 lors du recensement agricole de 1988  à 30 en 2000 puis à 26 en 2010 et enfin à 20 en 2020, soit une baisse de 49 % en 32 ans. Le même mouvement est observé à l'échelle du département qui a perdu pendant cette période 51 % de ses exploitations,. La surface agricole utilisée sur la commune a quant à elle augmenté, passant de 1 230 ha en 1988 à 1 422 ha en 2020. Parallèlement la surface agricole utilisée moyenne par exploitation a augmenté, passant de 32 à 71 ha.

## Culture locale et patrimoine

### Lieux et monuments
Témoignage du passé préhistorique de la région, le dolmen des Reynes a été répertorié sur le territoire communal.
Quatre édifices religieux y ont été érigés :
- L'église Saint-Michel du Truel,
- L'église Saint-Martial de la Romiguière (ancienne commune),
- La chapelle Saint-Étienne de Rufinhac (ou de Rouffignac),
- La chapelle Saint-Cyrice d'Ifernet.

Le barrage du Truel (ou du Pouget) a été édifié en travers du Tarn, dans les Raspes, en amont du bourg. Il est partagé avec la commune de Saint-Victor-et-Melvieu, en rive gauche. Sur les hauteurs, à un kilomètre et demi au nord-ouest, le lac de Saint-Amans reçoit une partie de l'eau du lac de Villefranche-de-Panat et, par conduite forcée, renvoie cette eau à la centrale du Pouget.

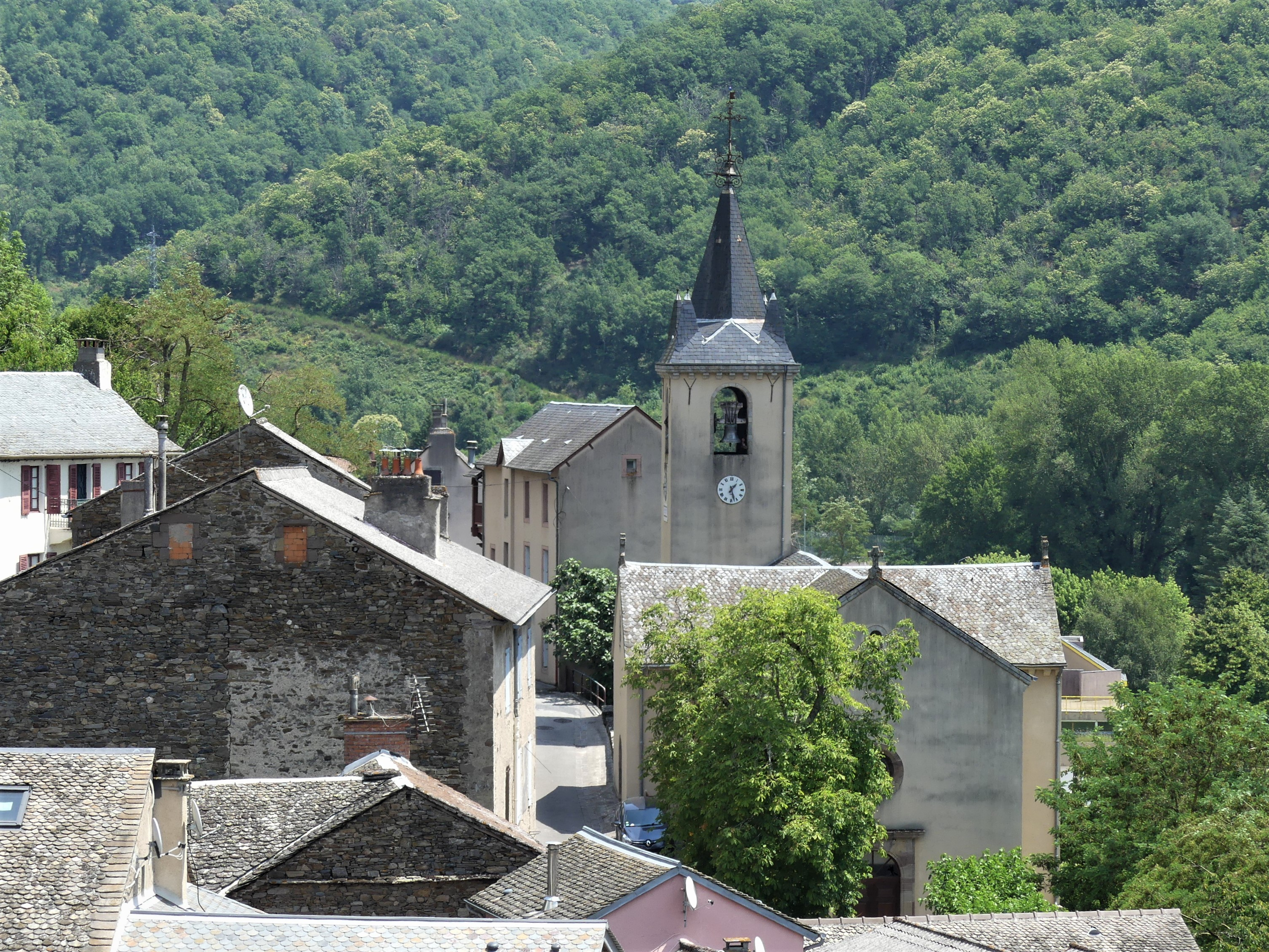
L'église Saint-Michel.
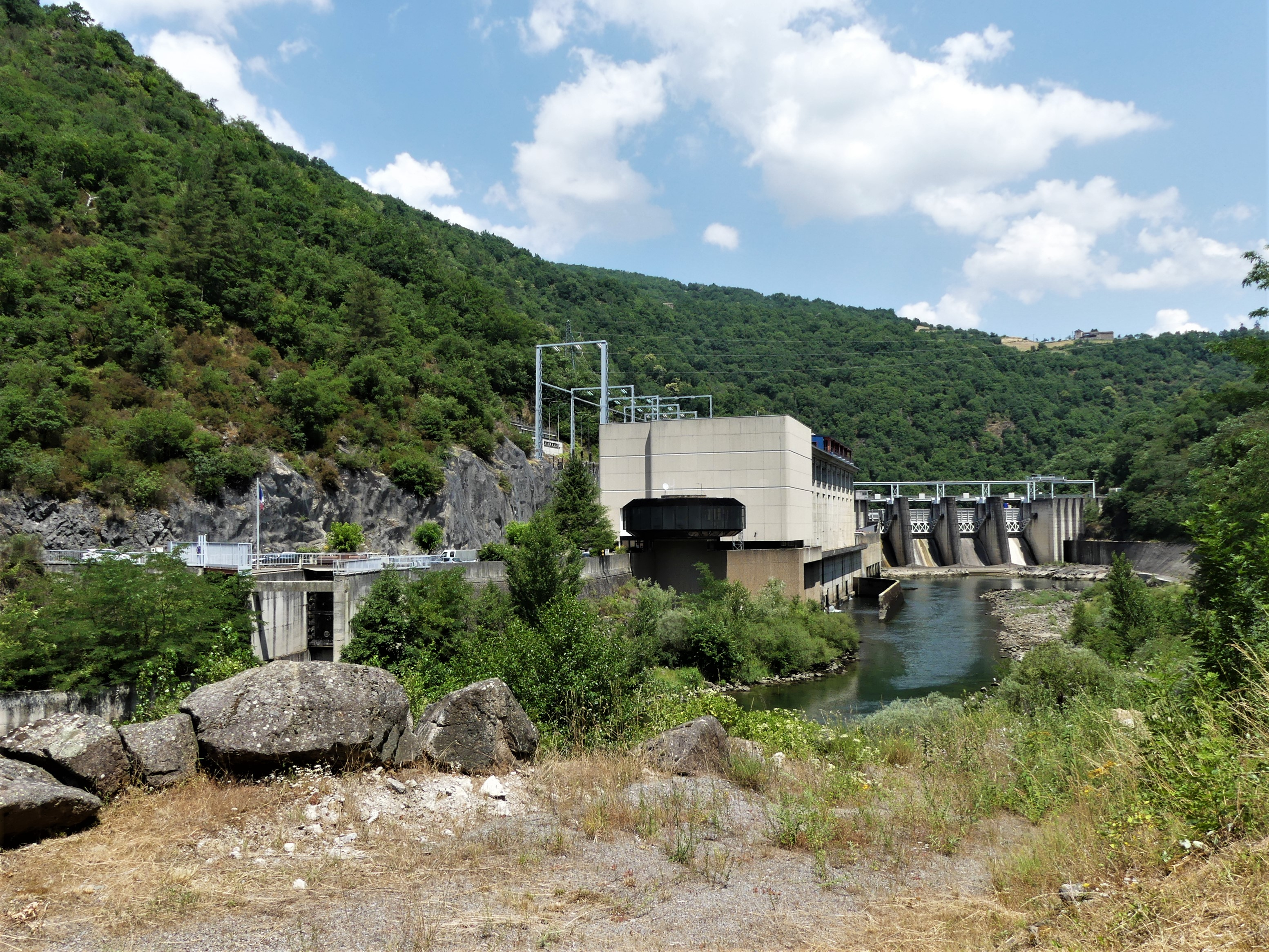
La centrale hydroélectrique du Pouget et le barrage du Truel.
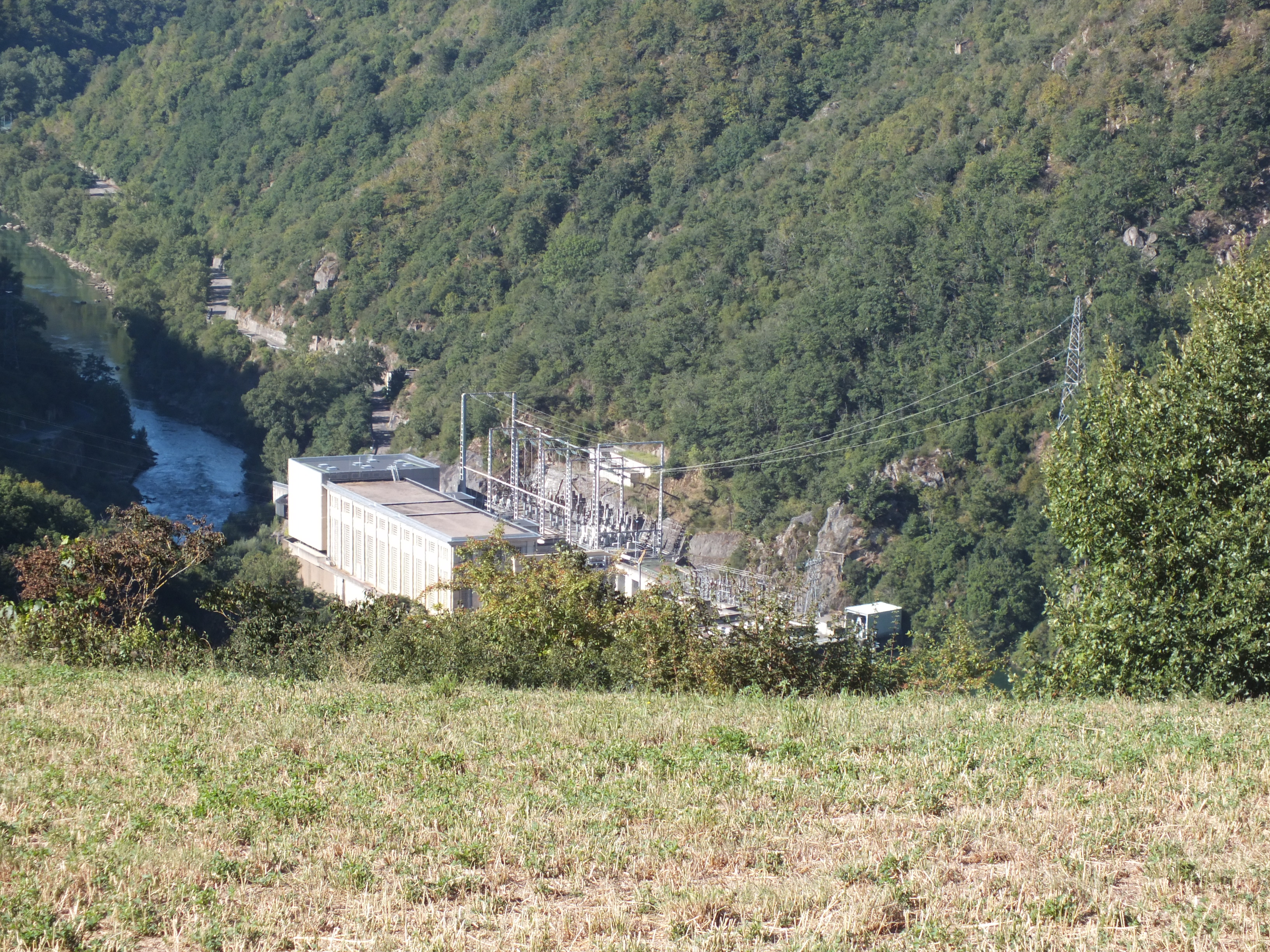
La centrale hydroélectrique du Pouget.

### Personnalités liées à la commune
Cécile Vayssette, gagnante du concours radiophonique « le Rêve de votre vie » obtient une gloire nationale éphémère pour elle et le village de la Romiguière (ancienne commune fusionnée avec Le Truel en 1844) pour l’organisation d’une grande fête en 1964.

### Héraldique
| Blason de Le Truel | Blason  | D’azur à la barre ondée d’argent accompagnée en chef d’un lévrier passant, lui-même senestré d'une fleur de lys d'or et accompagnée en pointe de trois rocs d'échiquiers d'argent rangés en orle, sur le tout d'or au vieux pressoir de sable. |
| Blason de Le Truel | Détails | Armes parlantes. Truel : pressoir en occitan. Le statut officiel du blason reste à déterminer. |

## Photothèque

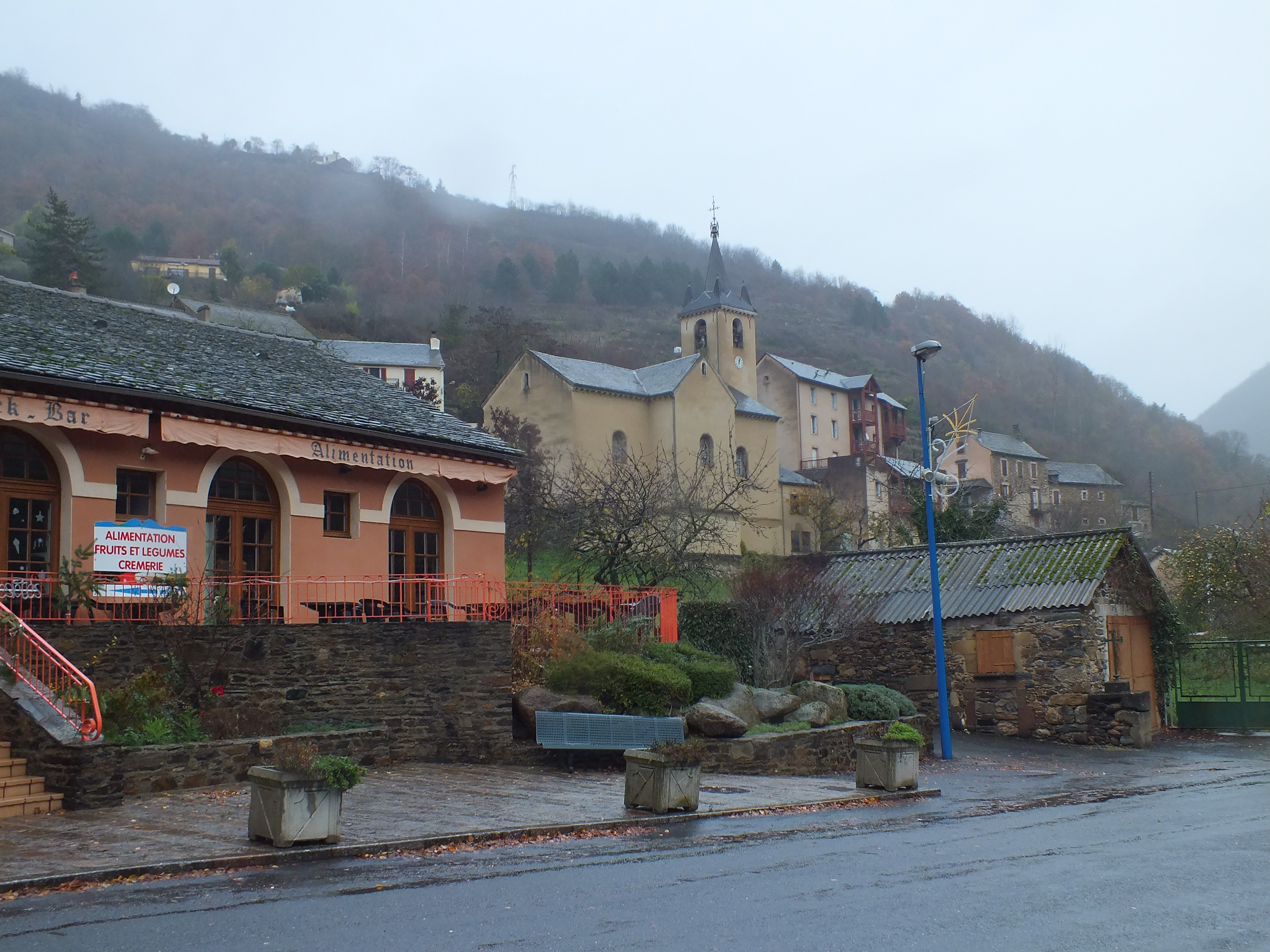
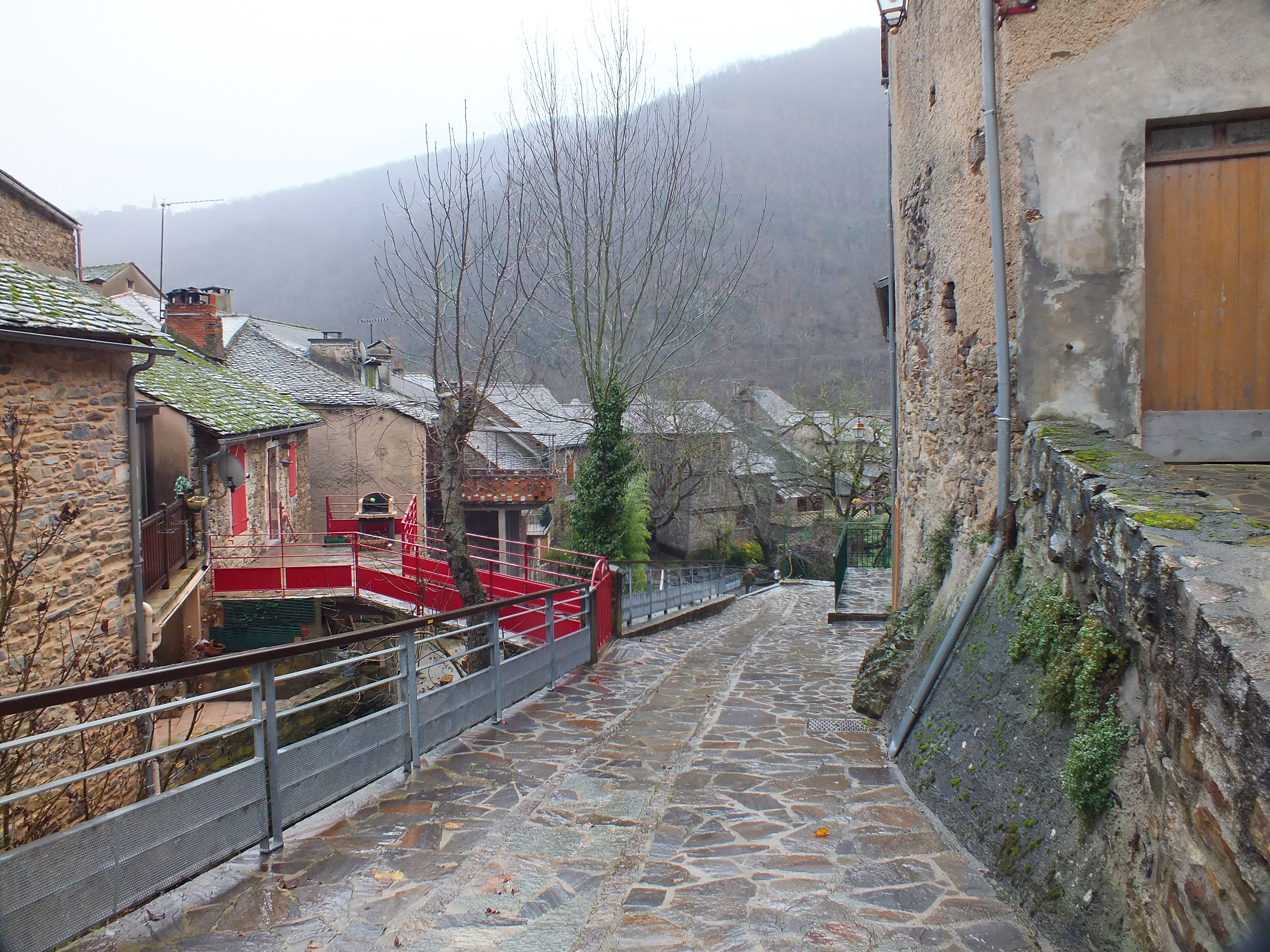
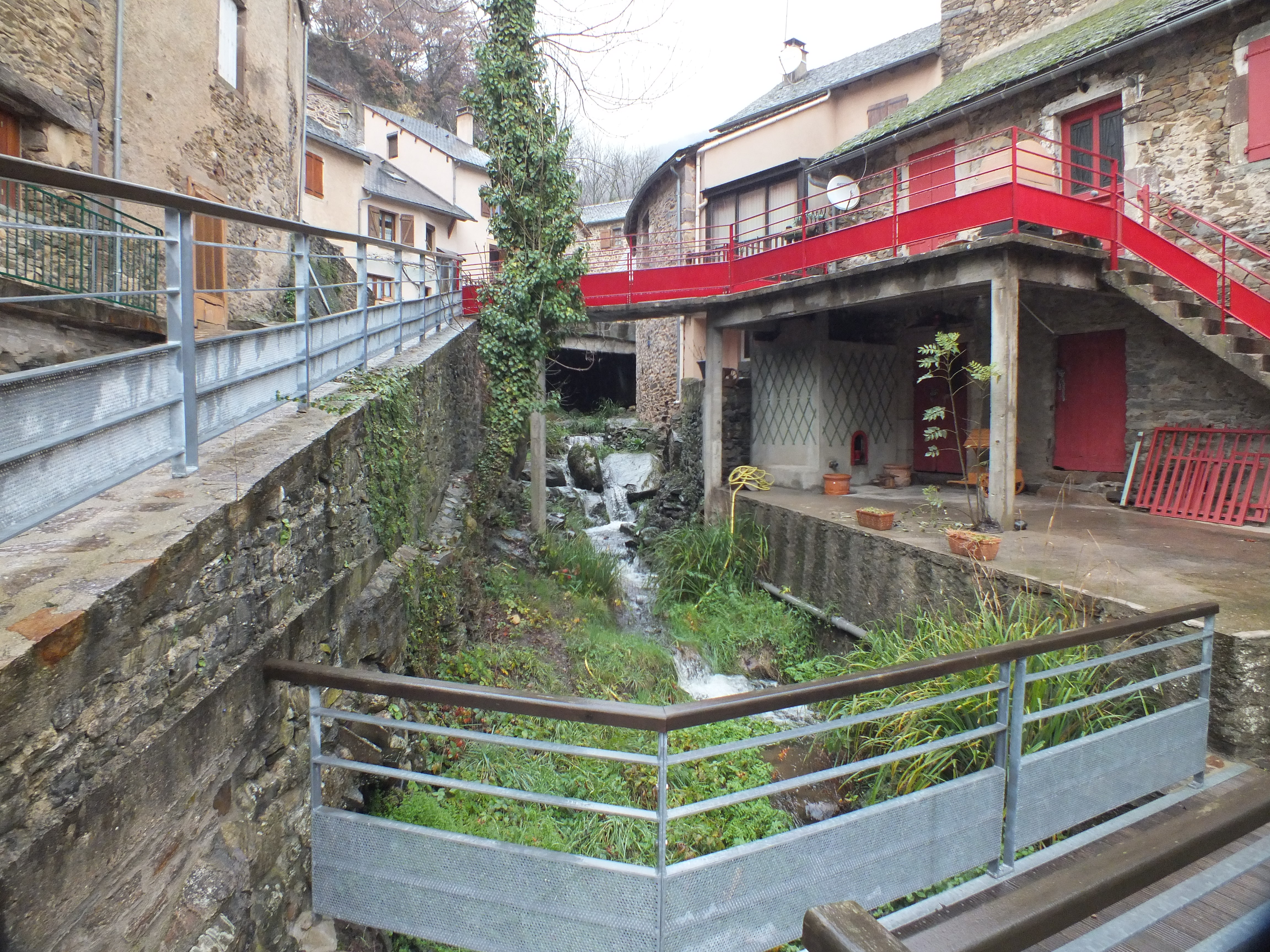
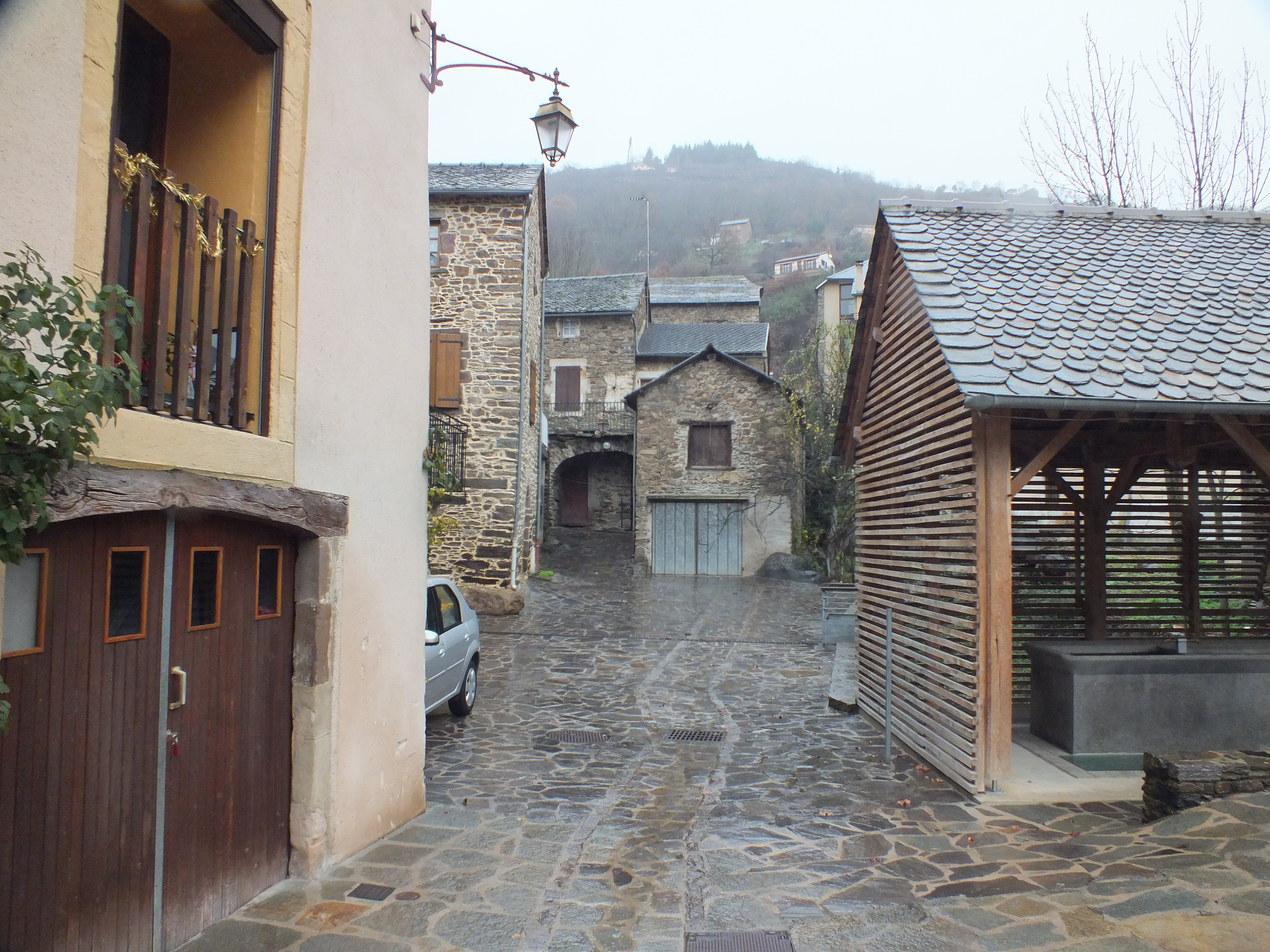

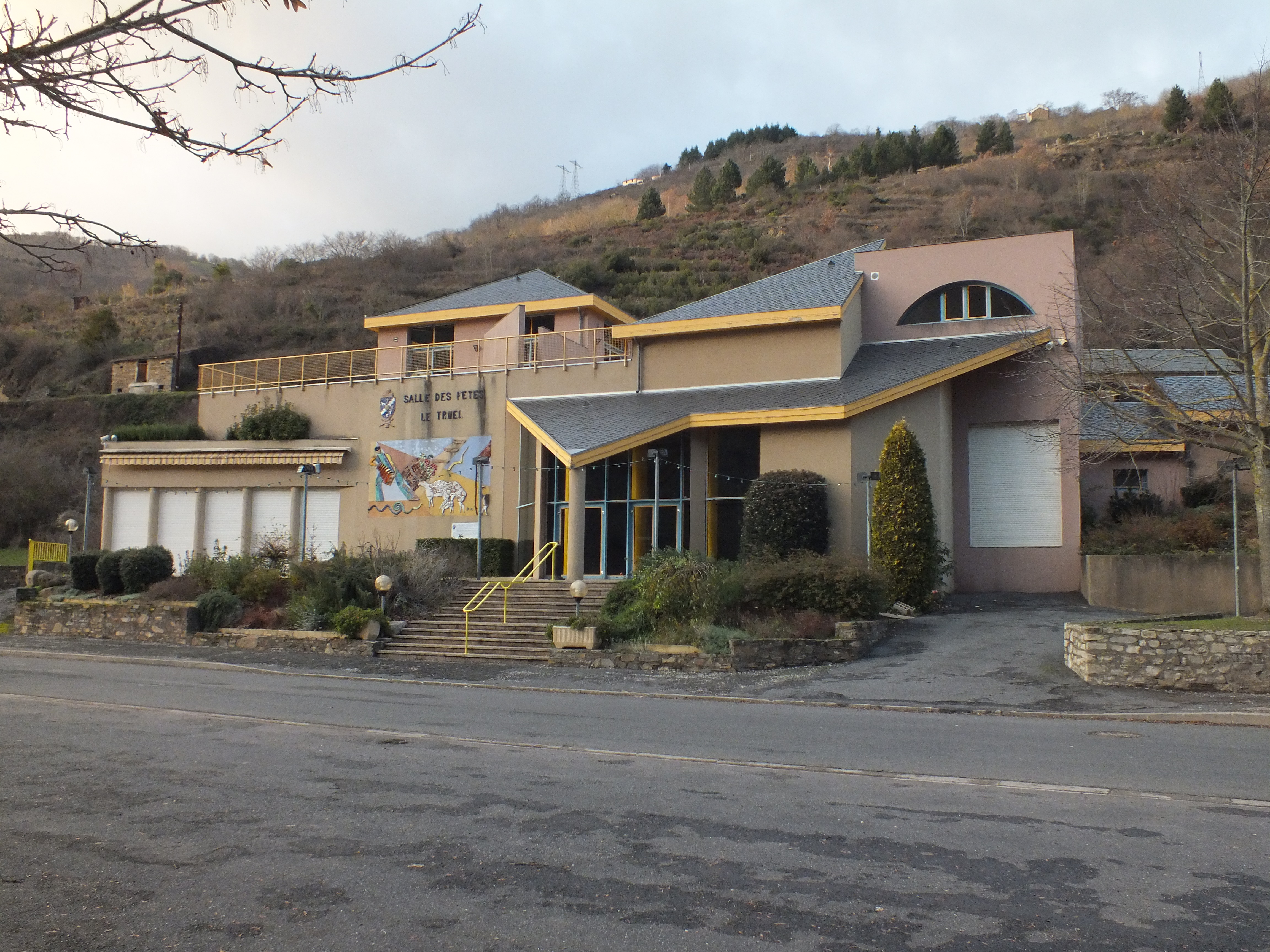
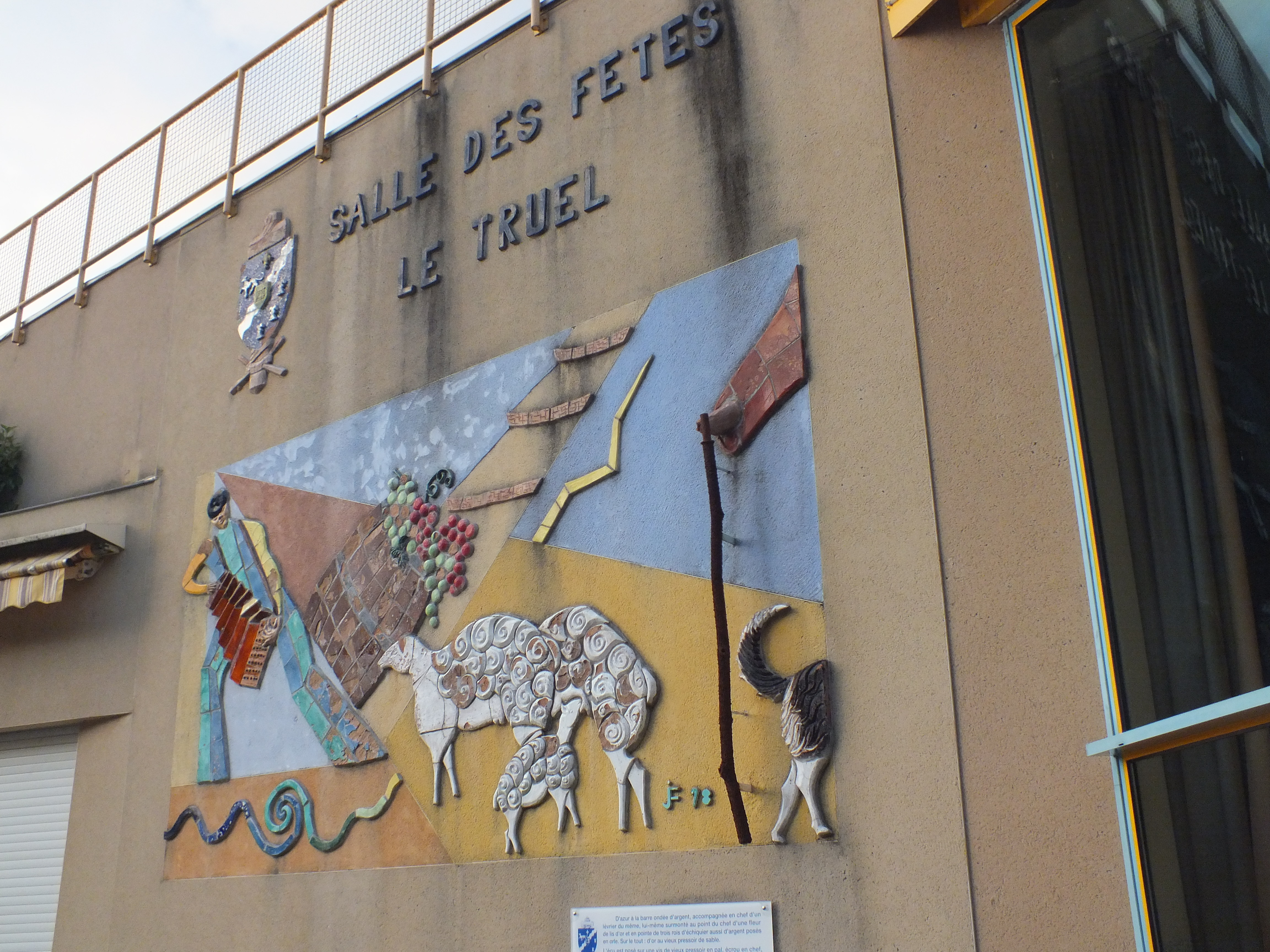
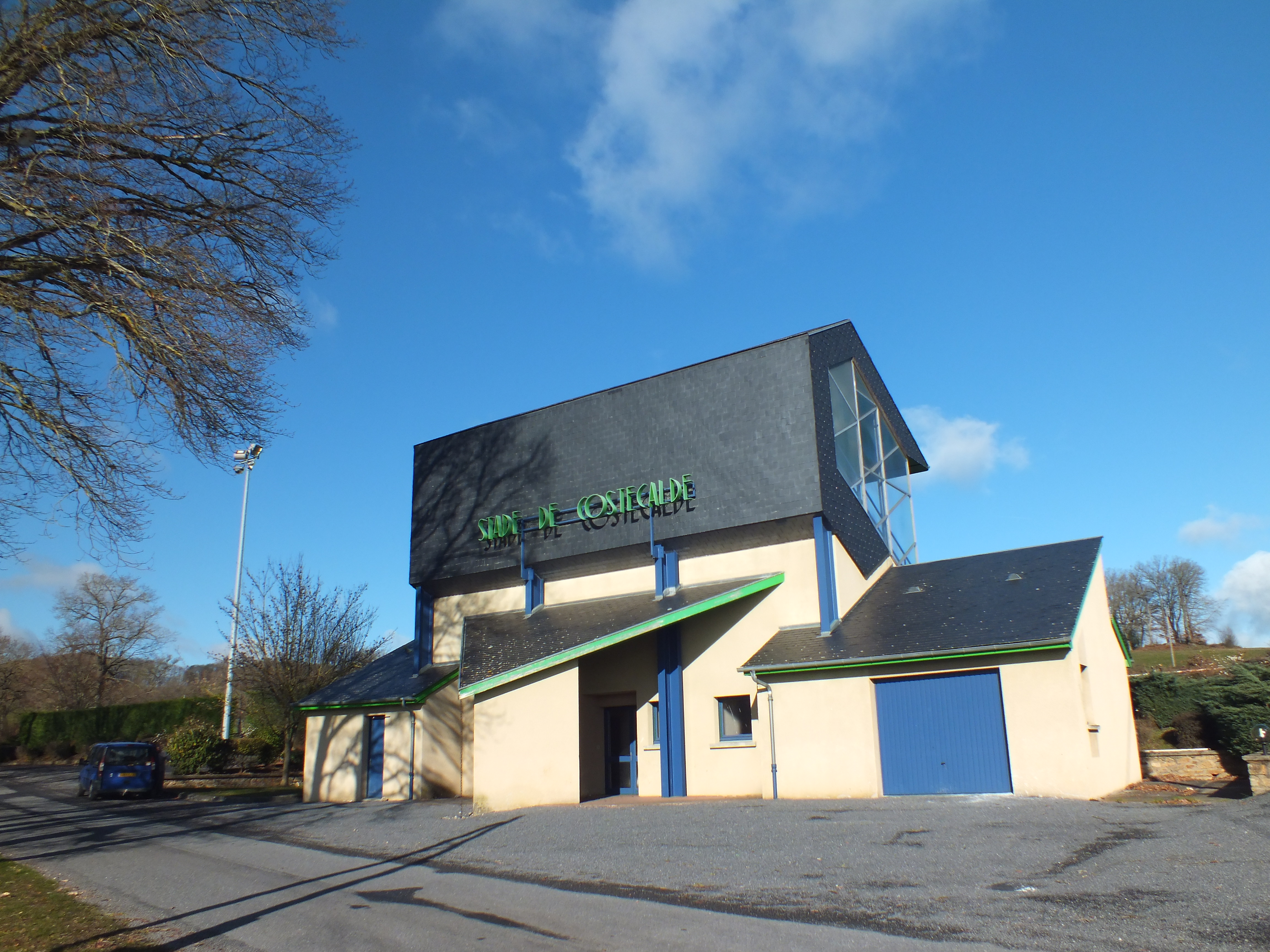
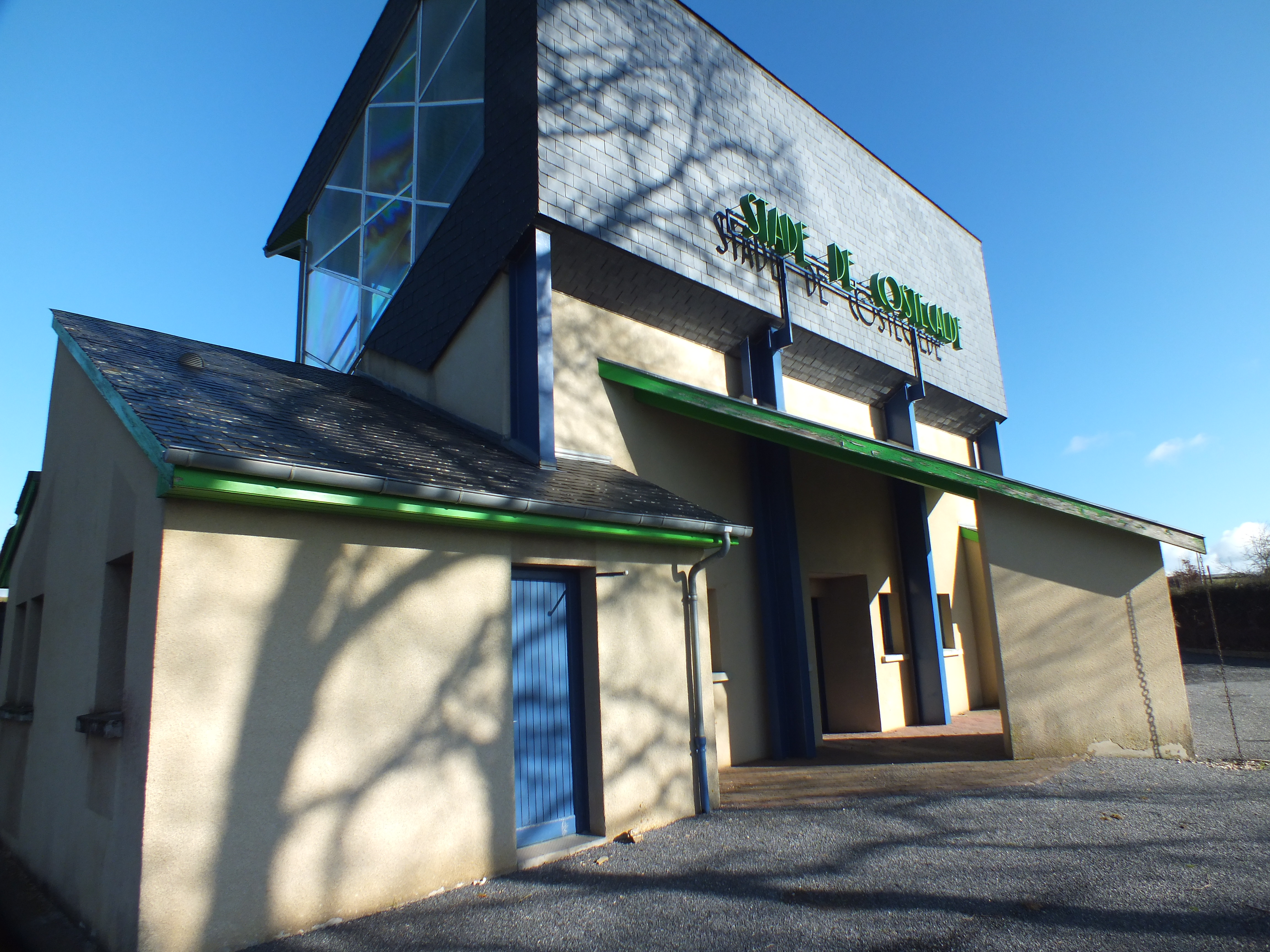

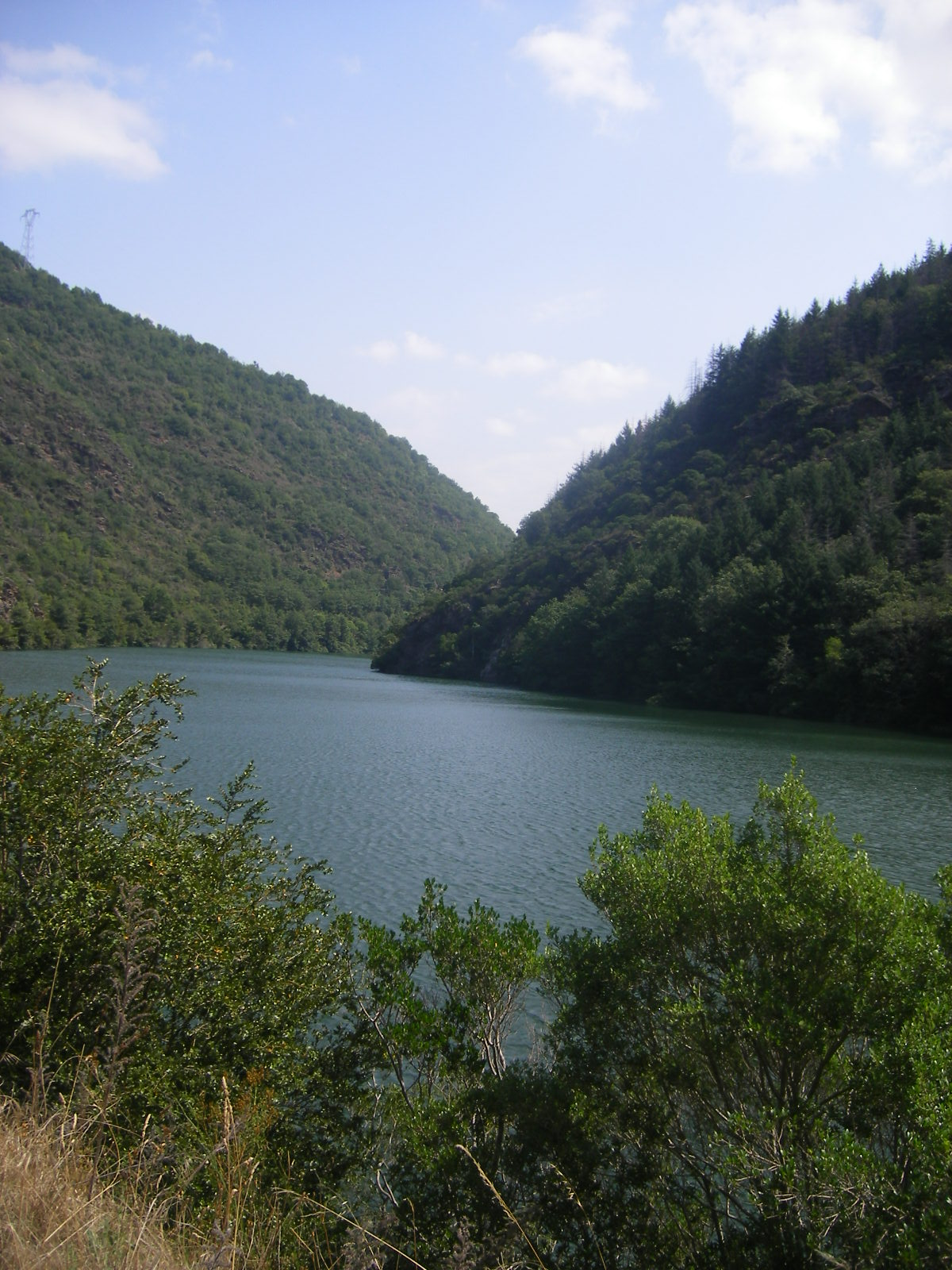
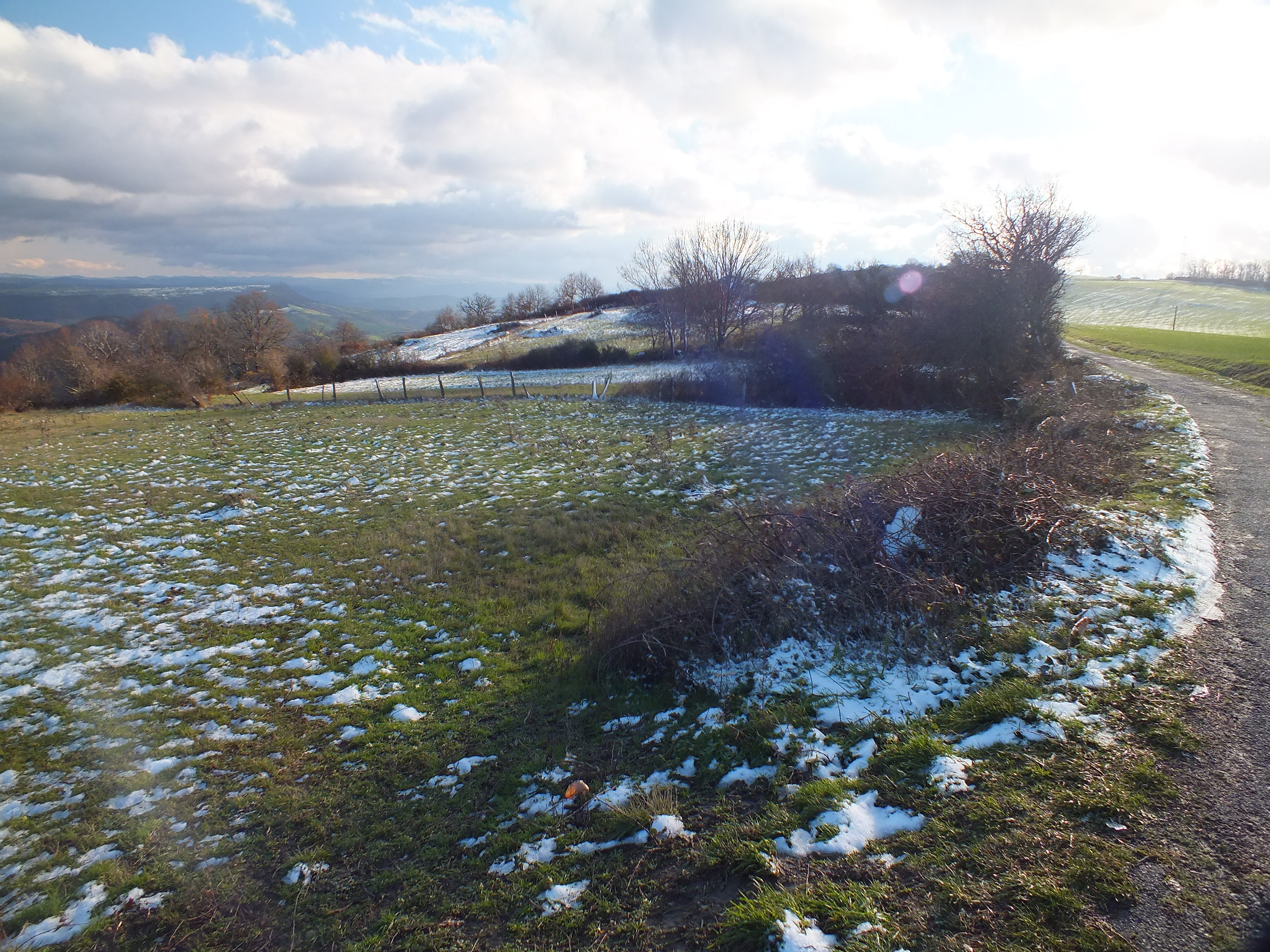
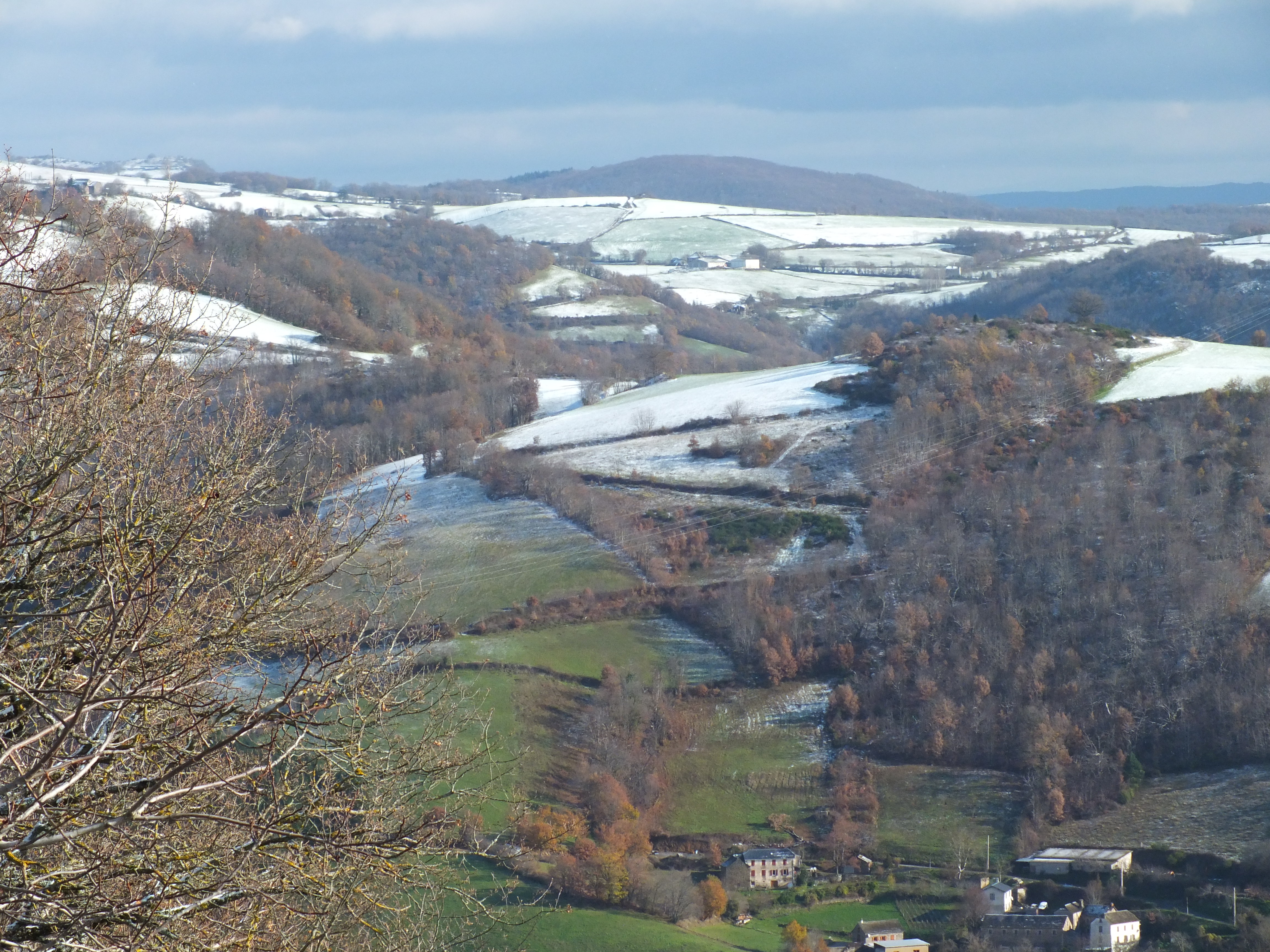

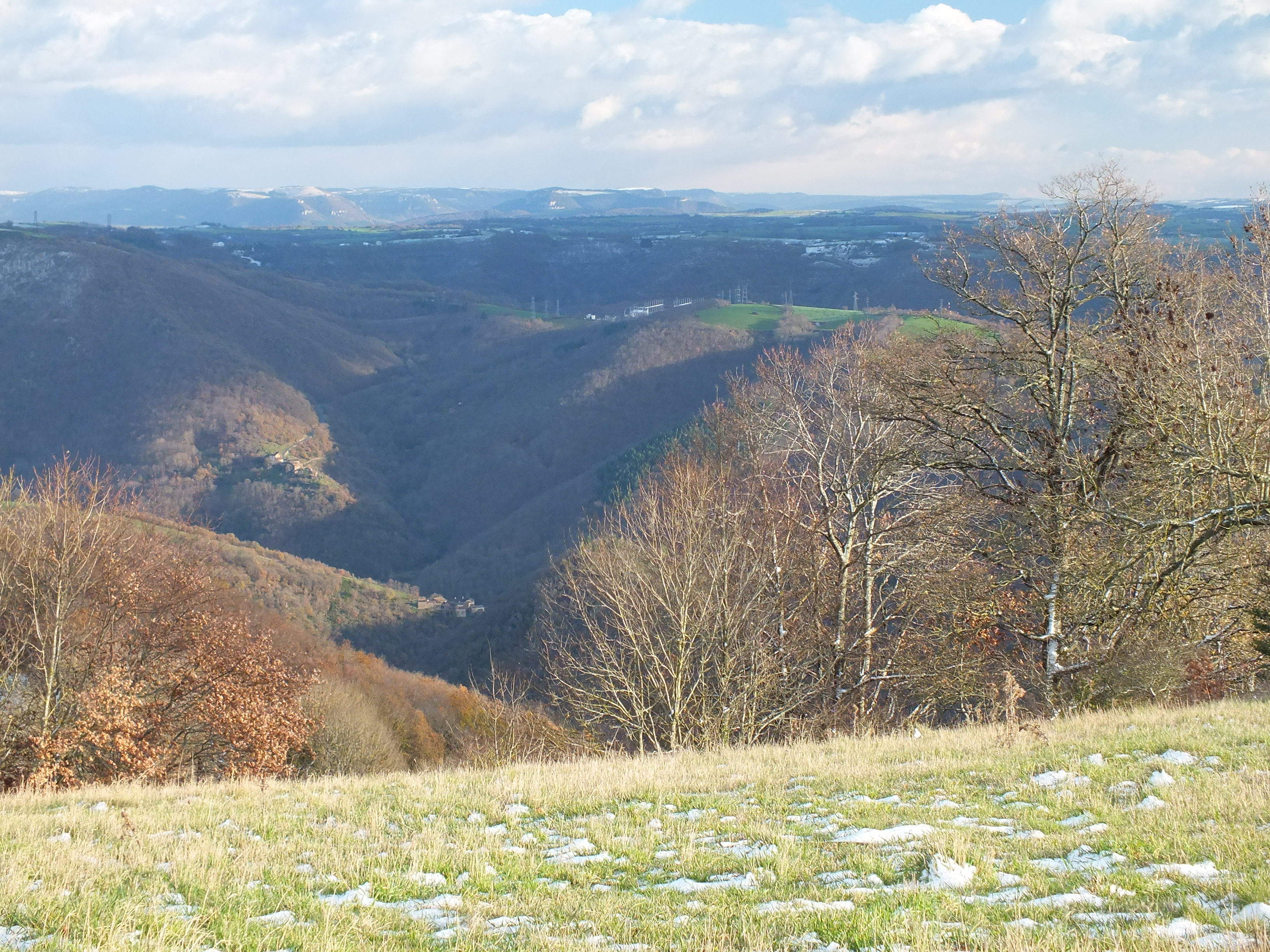
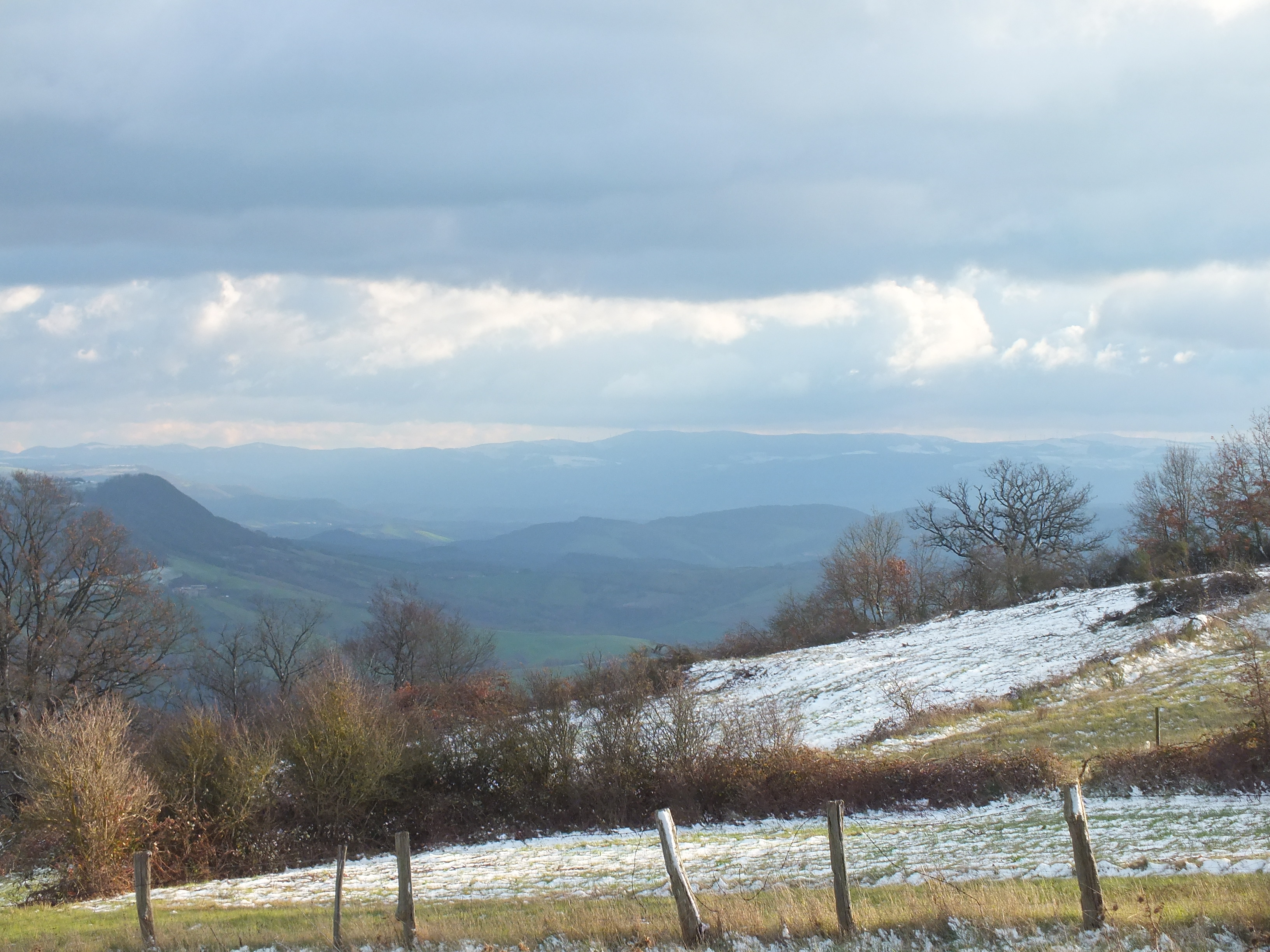
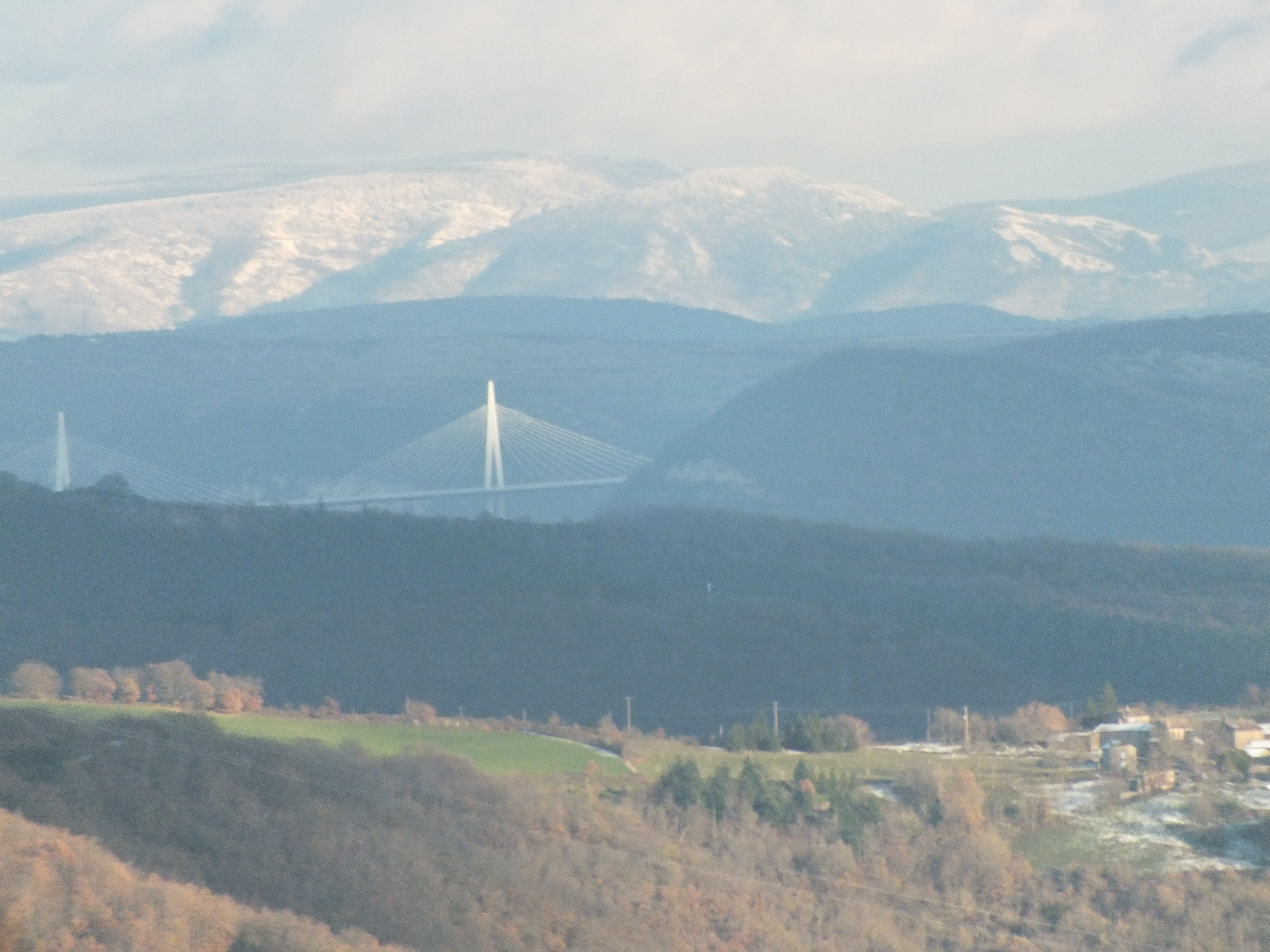
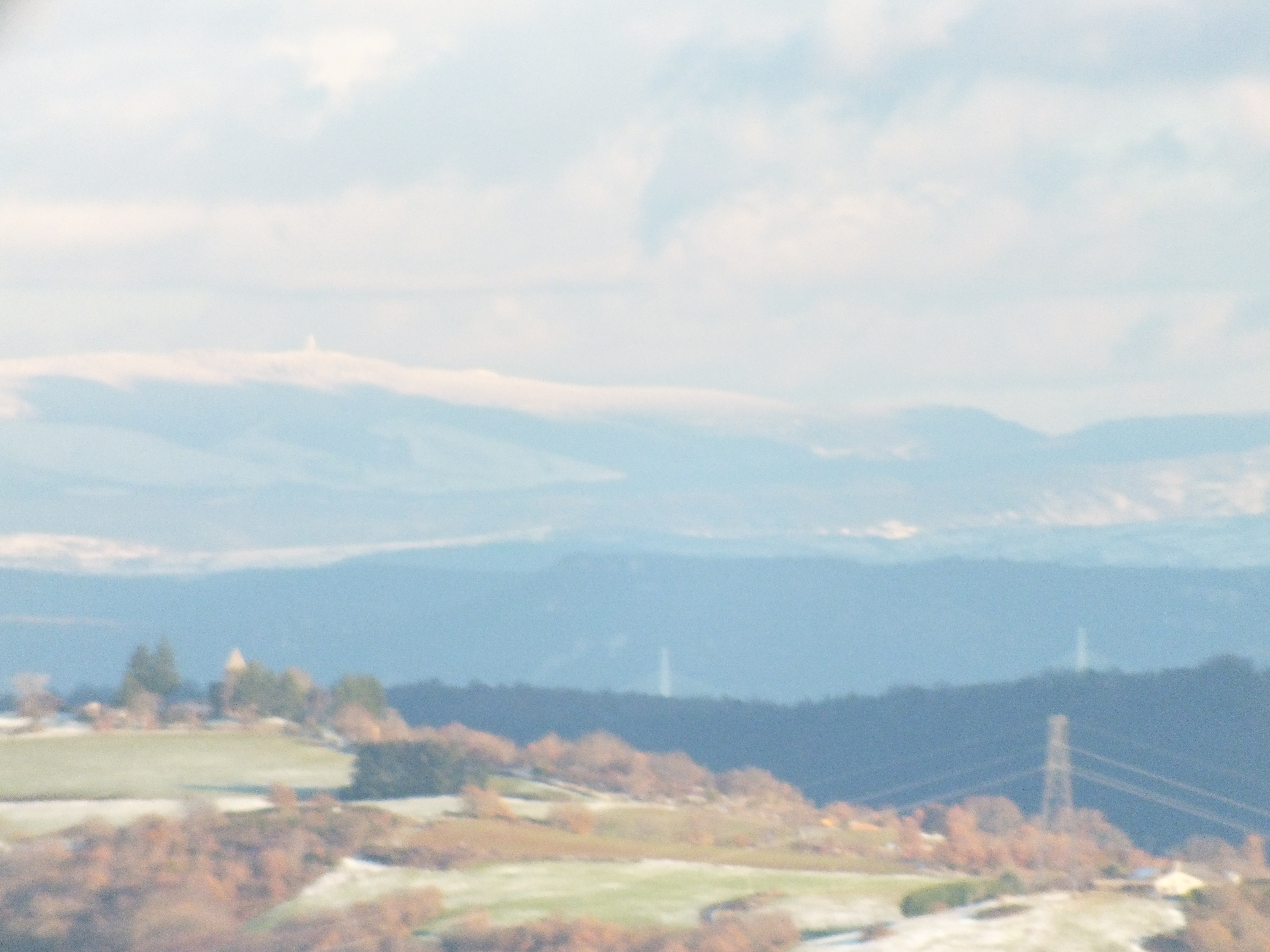